# Mercedes Grand Prix
Mercedes Grand Prix (engagée en Formule 1 sous la dénomination commerciale Mercedes-AMG Petronas Formula One Team depuis 2020) est une écurie allemande de Formule 1, appartenant au constructeur automobile allemand Mercedes-Benz qui a débuté en Formule 1 en tant que constructeur en 1954 sous le nom Daimler-Benz AG avant de se retirer du championnat du monde fin 1955, à la suite d'un accident grave aux 24 Heures du Mans. Mercedes a remporté neuf titres de champion du monde des pilotes en 1954 et 1955 avec Juan Manuel Fangio, en 2014, 2015, 2017, 2018, 2019 et 2020 avec Lewis Hamilton et en 2016 avec Nico Rosberg. L'avance prise par l'écurie allemande au début de l'ère des moteurs turbo-hybrides en 2014 lui a permis de vivre une longue période de domination implacable sur la Formule 1, faisant de Lewis Hamilton le détenteur des principaux records chez les pilotes. Le surnom Flèches d'Argent des monoplaces de la marque fut tout d'abord conjointement porté avec les bolides d'Auto-Union dans les années 1930 avant de devenir exclusivement celui de Mercedes en compétition.
Trente-huit ans après son retrait de la compétition automobile, Mercedes est revenu en Formule 1 en 1993 en tant que motoriste de l'écurie Sauber, avant de propulser les monoplaces de McLaren à partir de 1995 (dont il est actionnaire jusqu'en 2011), de Force India et de Brawn GP en 2009, s'associant à deux titres mondiaux constructeurs remportés par McLaren en 1998 et par Brawn GP en 2009.
Le groupe allemand a fait son retour en tant que constructeur de châssis en 2010 à la suite du rachat de 75,1 % de l'écurie Brawn GP le 16 novembre 2009, en faisant sortir de sa retraite Michael Schumacher, qui a fait équipe avec Nico Rosberg durant trois saisons avant de laisser sa place à Lewis Hamilton en 2013. Mercedes est parallèlement resté le motoriste de McLaren (jusqu'en 2014) et de Force India, puis celui de Williams en 2014, et de Lotus en 2015.
La Mercedes AMG F1 W05 Hybrid, pilotée en 2014 par Lewis Hamilton et Nico Rosberg, permet à Mercedes de remporter, le 12 octobre 2014, et alors qu'il reste encore trois Grands Prix à disputer, le titre mondial des constructeurs, « pour la première fois en 120 ans de sport automobile ». L'écurie allemande termine la saison avec un record de onze doublés et seize victoires, Lewis Hamilton remportant le titre chez les pilotes. En 2015, avec la Mercedes AMG F1 W06 Hybrid, Hamilton et Rosberg continuent sur le même rythme et dès la quinzième manche de la saison, le 11 octobre à Sotchi, Mercedes remporte son deuxième titre des constructeurs consécutif. La saison se poursuit sur un nouveau titre mondial pour Lewis Hamilton tandis que son coéquipier est son dauphin au classement pilotes comme en 2014. Mercedes signe par ailleurs de nouveaux records sur une saison de Formule 1 avec douze doublés et trente-deux podiums.
En 2016, Mercedes remporte son troisième titre des constructeurs consécutif, et la Mercedes AMG F1 W07 Hybrid devient la monoplace ayant obtenu le plus grand nombre de victoires (dix-neuf) et de pole positions (vingt), tandis que ses deux pilotes se battent à nouveau jusqu'au bout pour le sacre, Nico Rosberg détrônant finalement Lewis Hamilton pour devenir champion du monde trente-quatre ans après son père Keke.
La Mercedes AMG F1 W08 EQ Power+ avec comme pilotes Lewis Hamilton et Valtteri Bottas est moins dominatrice lors de la saison 2017, luttant pour les deux titres avec les Ferrari, et particulièrement Sebastian Vettel. Mais dans la deuxième partie de ce championnat, Hamilton s'envole au classement, et Mercedes est sacrée pour la quatrième fois consécutive chez les constructeurs dès le Grand Prix des États-Unis à Austin, puis une semaine plus tard du côté des pilotes, le 29 octobre à Mexico avec Lewis Hamilton. En 2018, Mercedes poursuit sa série avec la W09 EQ Power+ . Lewis Hamilton, encore à la lutte avec Vettel mais qui se détache irrésistiblement après la pause estivale, remporte son cinquième titre mondial, son quatrième avec l'écurie allemande qui s'adjuge de son côté sa cinquième couronne des constructeurs consécutive.
Les Flèches d'Argent établissent un nouveau record en réalisant cinq doublés dans les cinq premières courses de la saison 2019, avant de remporter leur sixième titre des constructeurs consécutif, dès le Grand Prix du Japon le 13 octobre, à quatre courses de la fin, alors que Lewis Hamilton remporte son sixième titre des pilotes trois semaines plus tard lors du Grand Prix des États-Unis dans une saison où il s'adjuge onze victoires, son coéquipier Valtteri Bottas quatre, et où les deux pilotes signent neuf doublés. Figure centrale du stand Mercedes sur les Grand Prix depuis 2012 et président non-exécutif de l'écurie, le triple champion du monde Niki Lauda meurt à l'âge de 70 ans le 20 mai 2019.
L'ère des moteurs V6 Turbo hybride à double système de récupération d'énergie appartient totalement aux Flèches d'Argent de 2014 à 2020 : elles établissent un record de sept titres constructeurs consécutifs, atteignent sur cette période, lors de la dernière manche du championnat 2020 à Abou Dabi, 109 pole positions, 102 victoires et 204 podiums en 137 Grands Prix, et réalisent 58 doublés, tandis qu'au volant de la Mercedes-AMG F1 W11 EQ Performance, Lewis Hamilton remporte son septième titre de champion du monde pour égaler le record de Michael Schumacher, ayant par ailleurs dépassé ses 91 victoires ainsi que le nombre de succès avec la même écurie, en totalisant 82 avec Mercedes après le Grand Prix automobile d'Arabie saoudite 2021 où il atteint le chiffre historique de 103 victoires en carrière. Il est toutefois battu par Max Verstappen pour le titre de champion du monde 2021, tandis que son écurie poursuit sa série record avec un huitième titre constructeurs.

## Historique

### Avant-guerre

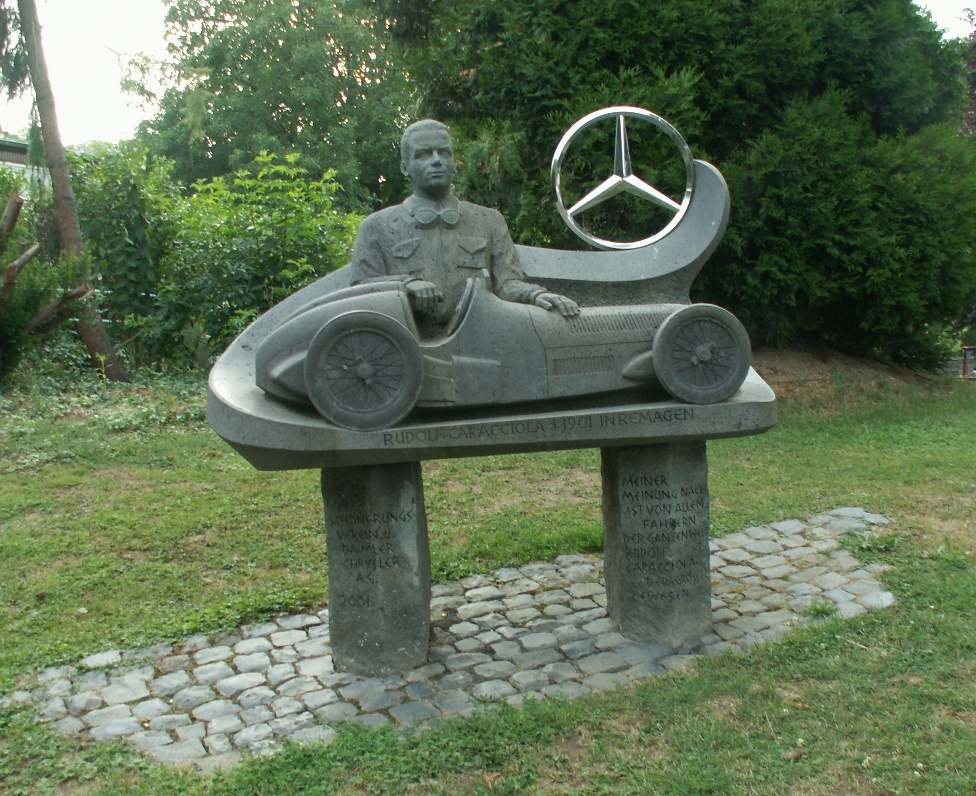
Monument en hommage à Rudolf Caracciola et Mercedes à Remagen

Mercedes s'illustre très tôt en Grand Prix puisque trois voitures sont engagées lors du Premier Grand Prix de l'histoire automobile, au Circuit du Mans en 1906. Toutefois, les années 1930 constituent une période-clé dans l'histoire sportive de la marque par la volonté d'Adolf Hitler de démontrer la supériorité de l'Allemagne, Mercedes-Benz et Auto Union sont ainsi soutenues officiellement par le régime nazi pour se distinguer en course.
En 1934, Manfred von Brauchitsch remporte la première grande épreuve de Mercedes, l'Eifelrennen, au Nürburgring. Comme sa voiture, en livrée nationale blanche, pesait un kilogramme de plus que le poids maximal autorisé, il fait poncer la peinture recouvrant sa Mercedes pour revenir sous le poids. C'est avec une voiture d'une couleur argentée-aluminium qu'il remporte la victoire et lance la légende des Flèches d'Argent. Toutefois, cette histoire est fausse, puisque l'épreuve était disputée selon les règles de la Formule Libre, sans limite de poids.
Dès l'année suivante, Rudolf Caracciola remporte le championnat d'Europe de l'AIACR et récidive en 1937 et 1938. Les voitures allemandes dominent nettement la concurrence (en 1936, Bernd Rosemeyer remporte le championnat pour le compte d'Auto Union) tandis que seul Tazio Nuvolari, sur Alfa Romeo sera en mesure de battre les Mercedes et ce une seule fois (sur le Nürburgring en 1935) jusqu'à l'éclatement de la Seconde Guerre mondiale.

### 1954-1955: triomphe avec Fangio

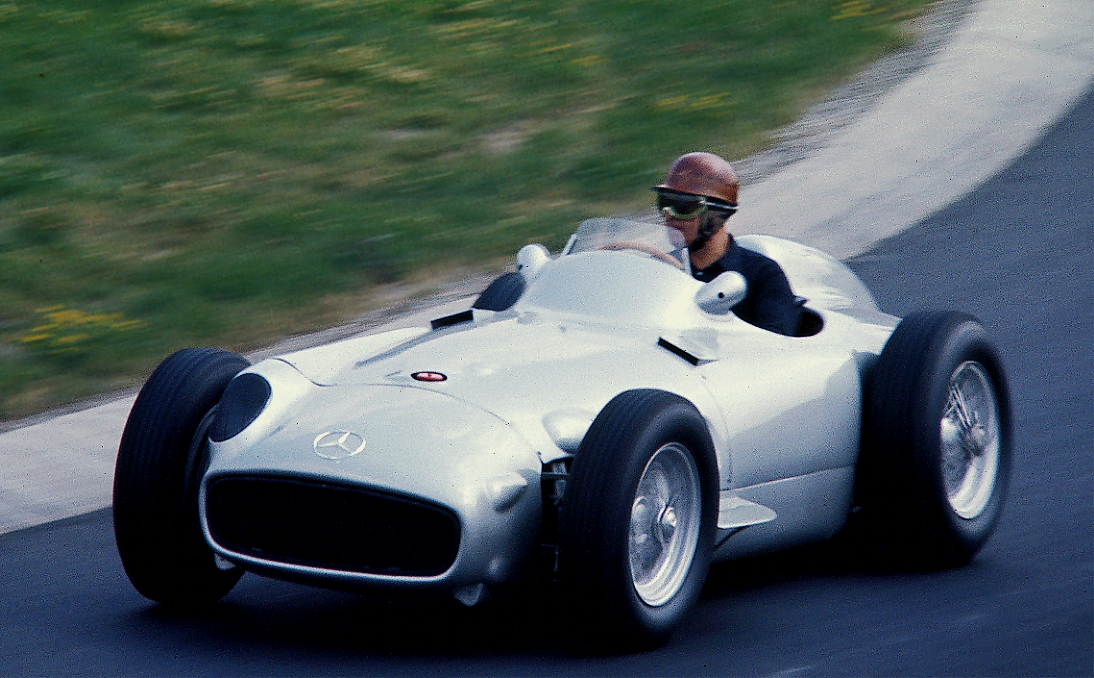
Karl Kling sur la W196, version roues découvertes

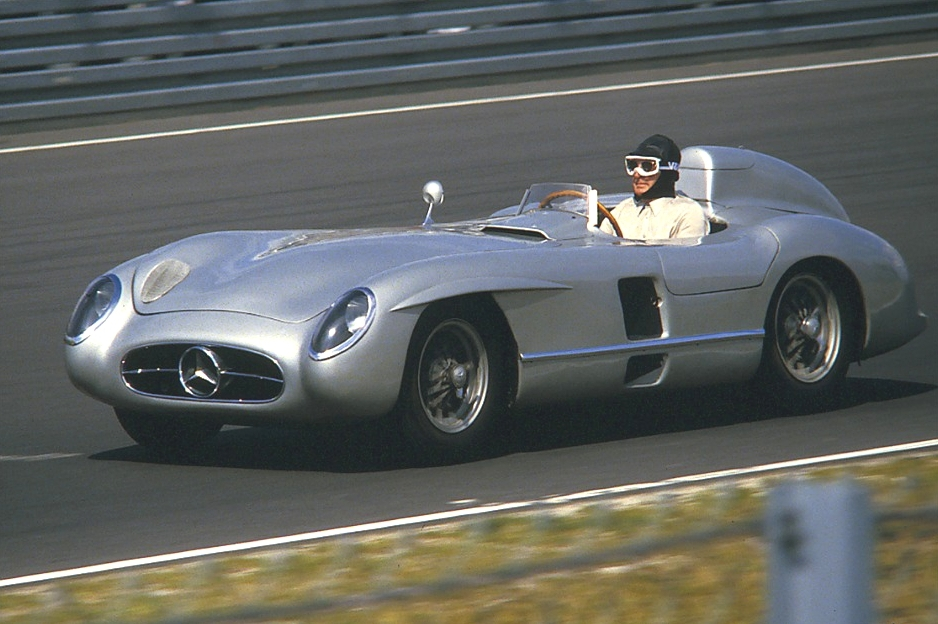
La Mercedes-Benz 300 SLR des 24 Heures du Mans 1955.

Après la guerre, il faut attendre 1954 pour qu'Alfred Neubauer, le directeur sportif de Mercedes, engage officiellement son écurie en compétition. Il recrute le champion du monde 1951, Juan Manuel Fangio qui ne tarde pas à se mettre en évidence.
Au Grand Prix de France, troisième manche de la saison 1954 (abstraction faite des 500 miles d'Indianapolis disputés sous la Formule Internationale), Mercedes lance la Mercedes W196, qui se distinguera par une aérodynamique très soignée (à l'inverse des autres Formule 1, une des versions de la W196 aura même des roues carénées), tandis que sa couleur argentée rappelle les grandes heures des Flèches d'Argent d'avant-guerre.
Les adversaires de Fangio qui espéraient que Mercedes souffre d'un temps d'adaptation, en sont pour leurs frais puisque l'Argentin obtient la pole position et gagne devant son coéquipier Karl Kling après avoir largement survolé l'épreuve (Fangio et Kling étant les seuls à finir dans le même tour). Ainsi, dès sa première apparition en Formule 1, Mercedes gagne un Grand Prix, ce qui est une première dans la discipline.
À Silverstone, dans des conditions qui conviennent mal aux caractéristiques de sa voiture, Fangio termine seulement quatrième, mais au Nürburgring, sur la W196 non carénée, il reprend sa marche triomphale. Son succès est toutefois assombri par la mort lors des essais de son jeune compatriote et protégé Onofre Marimón. Deux nouvelles victoires en Suisse puis en Italie assurent à Fangio un facile deuxième titre mondial.
Malgré une concurrence qui aiguise ses armes, notamment Alberto Ascari au volant de la Lancia D50, première monoplace à moteur porteur V8, Fangio entame la saison 1955 en position de favori. Il débute d'ailleurs l'année par l'une de ses plus fameuses victoires, en Argentine où, sous un soleil de plomb, fort d'une condition physique irréprochable et de son expérience des redoutables carreteras argentines, il parvient à rallier victorieusement l'arrivée en solitaire alors que ses concurrents sont accablés par la chaleur.
Après un abandon sur casse moteur à Monaco, Fangio participe, avec son équipier en Formule 1 Stirling Moss, aux 24 Heures du Mans, au volant de la Mercedes 300 SLR. Fangio est à la lutte avec la Jaguar de Mike Hawthorn lorsque, quelques heures après le départ seulement, une manœuvre brutale d'Hawthorn pour rentrer aux stands provoque un écart de la voiture de Lance Macklin que ne peut éviter Pierre Levegh dont la Mercedes se désintègre et provoque le décès de 84 personnes, dont Levegh lui-même. Quelques heures plus tard, alors que l'équipage Fangio-Moss est en tête de la course, la direction de Mercedes décide de retirer ses voitures de la course.
Amputée de plusieurs manches à la suite du drame des 24 Heures, la saison de Formule 1 se poursuit néanmoins, toujours dominée par Mercedes, sans réelle opposition après le retrait de la Scuderia Lancia (en proie à des difficultés financières et meurtrie par l'accident mortel d'Alberto Ascari à Monza) et compte tenu de la petite forme des Ferrari et Maserati. Fangio s'impose à Zandvoort, termine deuxième à Aintree derrière Moss puis l'emporte à Monza, s'adjugeant du même coup son troisième titre mondial.
À partir de là, Mercedes se retire de la compétition et en tant que constructeur, du championnat du monde de Formule 1 pour une période de 55 ans. En douze courses, les monoplaces Mercedes ont remporté neuf victoires et signé huit pole positions, neuf meilleurs tours, dix-sept podiums et cinq doublés.

### 1993 à 2009: motoriste

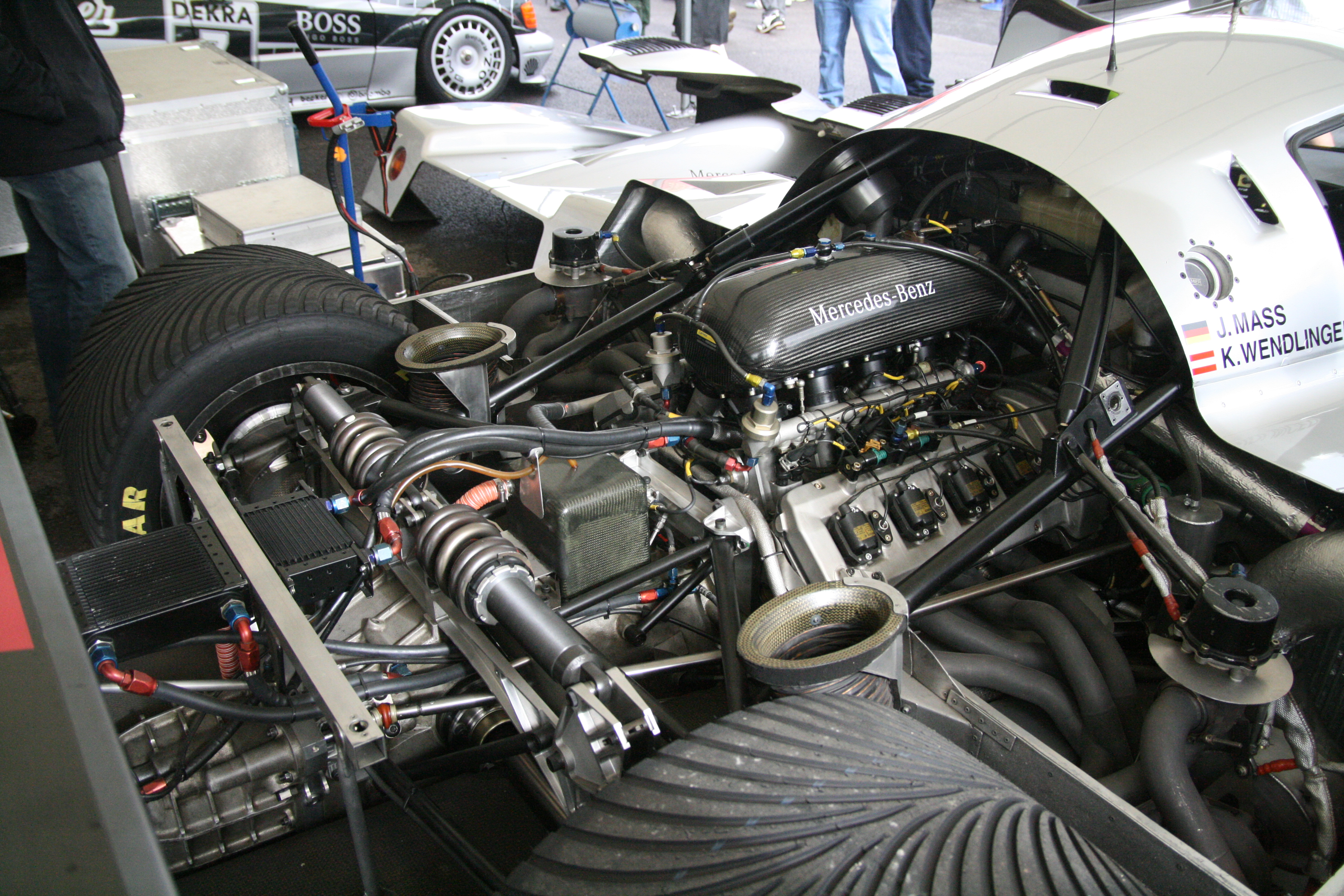
Le moteur Mercedes-Benz M119 de la Sauber C11 d'Endurance

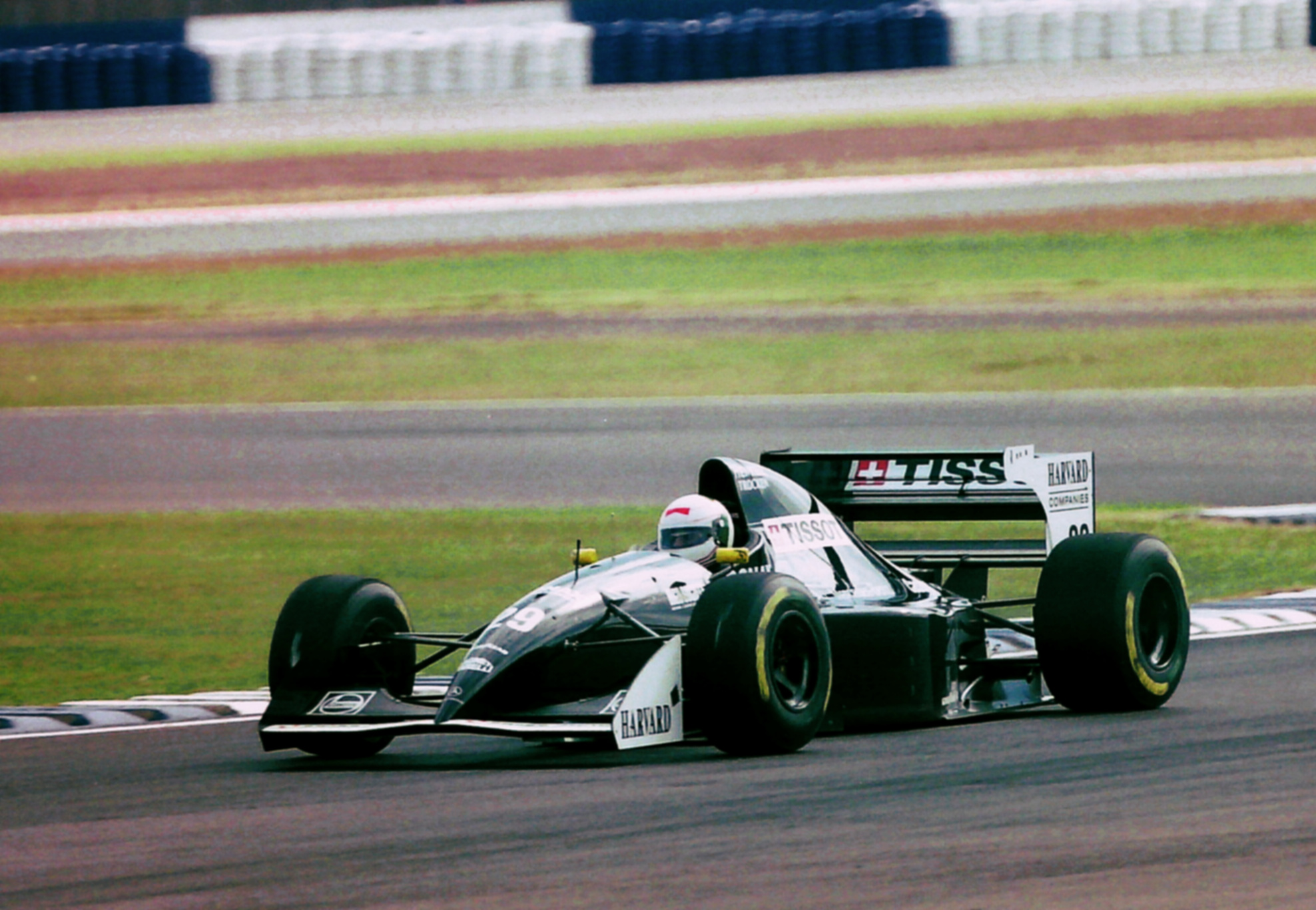
La Sauber C13, monoplace avec laquelle Mercedes revient en Formule 1 en tant que motoriste.

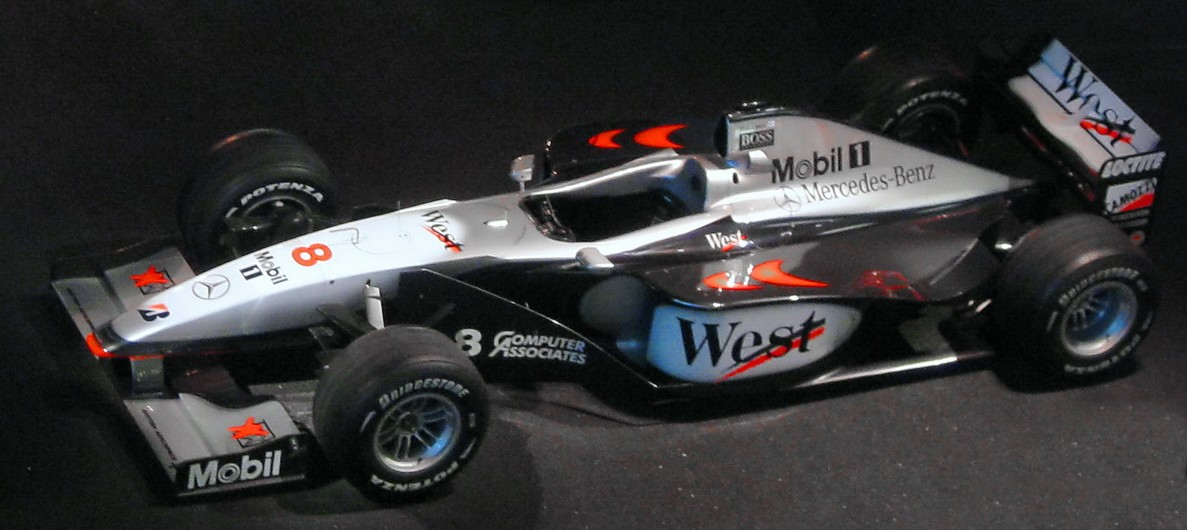
La MP4-13, monoplace ayant amené Mika Häkkinen et McLaren-Mercedes au titre mondial en 1998.

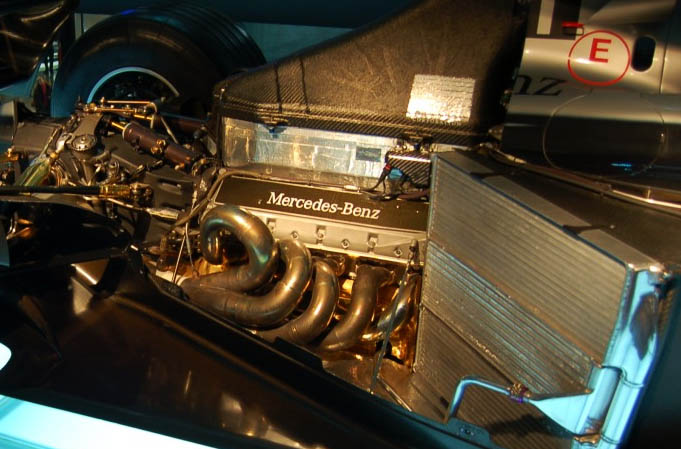
Le moteur Mercedes-Benz FO110J de la McLaren MP4-15 utilisé en Formule 1 en 2000.

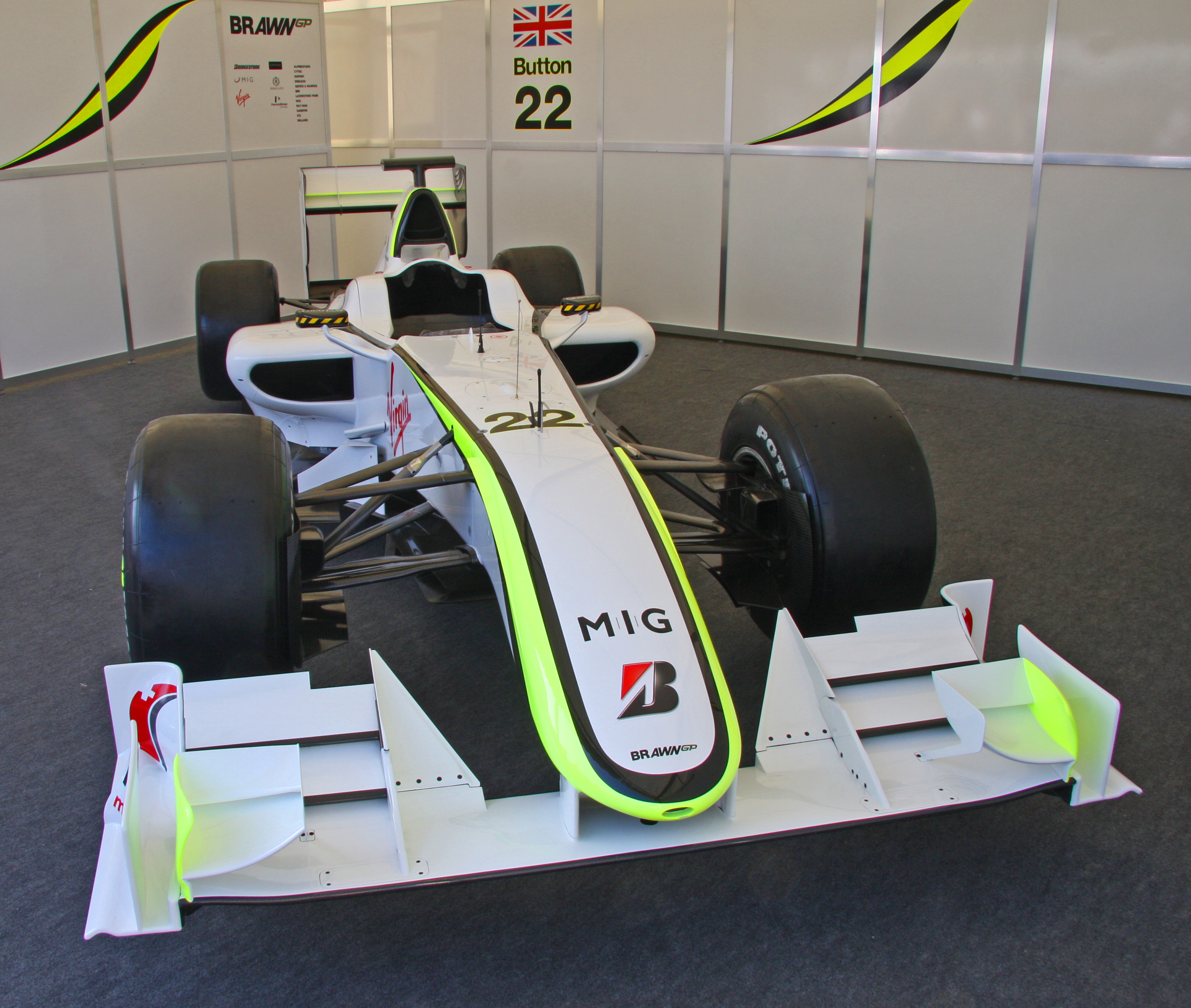
La Brawn BGP 001 ayant conduit Jenson Button et Brawn-Mercedes au titre mondial en 2009.

En 1993, Mercedes-Benz rachète 10 % d'Ilmor, une entreprise fondée en 1984 par deux anciens ingénieurs de chez Cosworth, Mario Illien et Paul Morgan. À l'origine spécialisée dans la conception de moteurs destinés au championnat CART, Ilmor s'est lancé en Formule 1 à partir 1991 avec l'écurie March Leyton-House puis Tyrrell en 1992.
En 1993, Ilmor développe un bloc V10 à 72° de 3,5 litres (Ilmor Type 2175 A) pour équiper l'écurie Sauber, partenaire de longue date de Mercedes en Endurance. Si le moteur est dénommé Ilmor, les monoplaces arborent déjà un logo « Concept by Mercedes » sur leur coque.
Dès la saison suivante, le nouveau moteur (moteur Ilmor Type 2175 B) est rebadgé Mercedes et le logo sur la voiture est désormais « Powered by Mercedes ». Mercedes dispute ainsi officiellement son premier Grand Prix de Formule 1 depuis l'Italie 1955. Dès le premier Grand Prix de la saison, Mercedes inscrit un point avec la sixième place de la Sauber de Karl Wendlinger. Finalement, l'écurie ne fera pas mieux que quatrième en course et termine huitième du championnat du monde. Parallèlement, le bloc moteur de l'année précédente équipe la modeste écurie Pacific Racing, mais sous le seul nom d'Ilmor. Durant les cinq Grand Prix qu'elle dispute, elle ne verra jamais l'arrivée.
En 1995, Mercedes-Benz quitte Sauber pour McLaren mais continue logiquement sa collaboration avec Ilmor pour la conception des moteurs. Le premier podium est obtenu au Grand Prix d'Italie 1995, quarante ans après le dernier Grand Prix d'une Formule 1 Mercedes, avec la deuxième place de Mika Häkkinen. Par la suite, McLaren signera d'autres podiums, mais la première victoire de cette collaboration est acquise au Grand Prix d'Australie 1997 avec David Coulthard, la première d'un moteur Mercedes depuis 42 ans. Elle remporta deux autres victoires (Italie et Europe) et signera la pole position au Grand Prix du Luxembourg mais stagnera à la quatrième place pour la troisième année consécutive.
À partir de 1998, le son de cloche n'est pas le même puisque McLaren, avec son pilote Mika Häkkinen, redevient un top team et se bat pour les titres mondiaux, notamment avec la Scuderia Ferrari et son pilote vedette Michael Schumacher. Häkkinen remporte deux titres de champion du monde des pilotes en 1998 et 1999 tandis que le Team McLaren Mercedes est sacré champion du monde des constructeurs en 1998, signant le premier titre d'un constructeur équipé de moteurs Mercedes. En 2000, McLaren-Mercedes et Ferrari sont toujours à la lutte, mais l'écurie anglo-allemande échoue dans la quête des deux titres. En 2001 et en 2002, la Scuderia Ferrari demeure à un niveau bien trop élevé pour l'écurie anglo-allemande, qui doit en plus subir le regain de forme de Williams, d'ailleurs équipée de moteurs BMW, concurrent historique de Mercedes. Au cours de l'année 2002, et un an après le décès accidentel de Paul Morgan, Mercedes-Benz prend le contrôle d'Ilmor à hauteur de 55 % et renomme la société Mercedes-Ilmor.
En 2003, McLaren revient au niveau de Ferrari et Kimi Räikkönen manque le titre pour seulement deux points face à Michael Schumacher. 2004 s'avère beaucoup plus délicate, avec non seulement une MP4-19 pas au niveau de Ferrari, qui à nouveau accumule les victoires, mais également beaucoup de problèmes de fiabilité en début de saison. Après deux années passées à la troisième place, McLaren et Mercedes dégringolent en cinquième position.
En 2005, Mercedes-Benz rachète totalement le département Formule 1 d'Ilmor, qui devient Mercedes-Benz High Performance Engines Ltd. Cette saison-là, McLaren est au niveau de Renault, nouvelle référence, et semble même plus performante, mais à nouveau, la voiture manque de fiabilité. Kimi Räikkönen, leader de l'équipe, perd ainsi plusieurs victoires promises et échoue dans la quête du titre mondial face à Fernando Alonso. Malgré une paire de pilotes (Kimi Räikkönen et le Colombien Juan Pablo Montoya possiblement plus efficace que celle de Renault, McLaren-Mercedes doit également s'incliner chez les constructeurs.
En 2006, si l'écurie conserve le niveau pour signer des podiums, elle ne peut faire face à Renault et une Ferrari revigorée. McLaren-Mercedes chute à la troisième place et connaît sa première saison sans victoire depuis 1996.
En 2007, McLaren-Mercedes accueille le double champion du monde Fernando Alonso et le débutant britannique Lewis Hamilton. Eux deux aident McLaren à redresser la barre, malgré les différends qui apparaîtront en cours de saison, et s'ils perdent le titre mondial pour un point face à Räikkönen, passé chez Ferrari, l'écurie britannique finira par être exclue du championnat pour avoir espionné Ferrari alors qu'elle semblait se diriger vers le titre constructeurs.
En 2008, Lewis Hamilton devient le premier champion du monde des pilotes au volant d'une McLaren-Mercedes depuis Mika Häkkinen en 1999, mais McLaren ne parvient toujours pas à renouer avec le titre constructeurs, handicapée par les résultats irréguliers de son pilote Heikki Kovalainen alors que la lutte est compétitive avec Ferrari et BMW Sauber qui demeurent au niveau de McLaren.
En 2009, Mercedes fournit trois écuries engagées en Formule 1, McLaren, Force India et la nouvelle écurie Brawn Grand Prix fondée par Ross Brawn sur les cendres de Honda Racing F1 Team. C'est une première pour le motoriste allemand, ayant toujours fourni une seule écurie depuis son retour en 1994.
L'écurie novice Brawn réussit alors la performance de décrocher les titres de champion du monde des pilotes, avec Jenson Button, et des constructeurs (aidée par Rubens Barrichello), le premier d'un moteur Mercedes depuis 1998, de remporter huit victoires, de décrocher quinze podiums, de signer cinq pole positions et quatre meilleurs tours en course. Elle signe également l'exploit de réaliser la pole position et le doublé dès sa première sortie, au Grand Prix d'Australie, performance qui n'avait été réalisée que par Mercedes au Grand Prix de France 1954. L'écurie McLaren demeure éclipsée par cet exploit, ayant eu beaucoup de peine en début de saison avant de pouvoir redresser la barre et signer des podiums et des victoires, mais ne terminant que troisième chez les constructeurs. Durant cette saison 2009, le nouveau partenaire Force India aura également pu signer, grâce à Mercedes, sa première pole position et son premier podium, avec Giancarlo Fisichella au Grand Prix de Belgique.
À l'issue de la saison de Formule 1, Mercedes annonce le rachat de Brawn GP afin de participer au championnat 2010 en tant que constructeur et non plus seulement en tant que partenaire-motoriste. Mercedes poursuit néanmoins dans ce simple rôle auprès des écuries McLaren et Force India.

### 2010-2012: retour en dents de scie

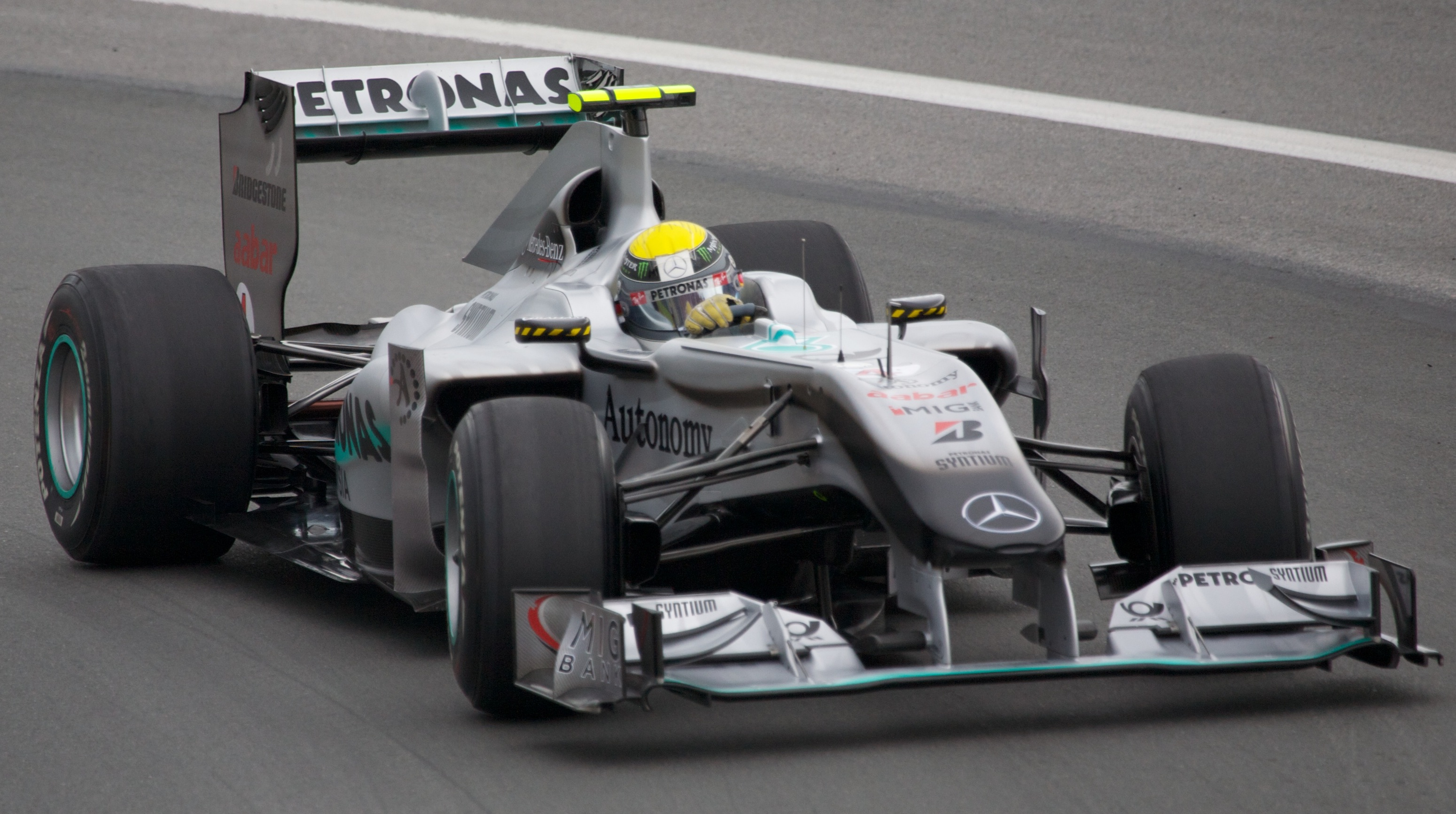
Nico Rosberg sur la MGP W01 au Grand Prix du Canada 2010.

Le 16 novembre 2009, Daimler AG (maison mère de Mercedes-Benz) et Aabar Investments PJSC rachètent 75,1 % de Brawn GP, l'écurie qui vient de remporter le championnat du monde, et la renomment Mercedes Grand Prix. Ross Brawn et Nick Fry restent à la tête de l'écurie, Norbert Haug étant à la tête du département moteur. Dans le même temps, McLaren rachètera les 40 % de Mercedes dans son écurie d'ici deux ans, et bénéficiera d'une fourniture de moteur jusqu'en 2015.
Ce rachat de Brawn GP par Mercedes provoque toutefois des critiques parmi les dirigeants de l'entreprise. Erich Klemm, un des membres du conseil de surveillance de Daimler AG (la maison mère de Mercedes) déclare ainsi : « Dans nos usines, chaque cent investi doit en rapporter trois. Nos employés sont directement touchés par la crise, ils ont moins d'heures de travail et donc des revenus plus faibles. Dans ces temps difficiles pour l'économie, notre société devrait mieux investir dans le marketing de ses voitures de série [...] Nous n'arrivons pas à comprendre pour quelle raison le conseil d'administration s'est lancé dans un nouveau projet en F1 ».
Dieter Zetsche, le patron de Daimler AG estime quant à lui que cet investissement est une bonne chose ; « À partir de 2011, nous aurons un budget pour la Formule 1 sous les 60 millions d'euros par an. Cette somme représente environ un quart de ce que nous dépensions ces dernières années. À l'avenir, nous allons attirer l'attention sur notre marque à un coût moindre ».
Le 23 novembre 2009, Nico Rosberg est officialisé comme premier pilote titulaire pour la saison 2010. Le 21 décembre 2009, l'équipe annonce la signature d'un contrat de parrainage avec le groupe pétrolier malaisien Petronas et prend le nom de Mercedes Grand Prix Petronas,. Le 23 décembre 2009, Mercedes officialise la signature du septuple champion du monde Michael Schumacher à compter de la saison 2010,. Le 4 février 2010, Nick Heidfeld est officiellement annoncé comme pilote de réserve de l'écurie.
La saison 2010 est ponctuée de trois podiums, tous obtenus par Nico Rosberg, terminant à chaque fois troisième. Pour son premier Grand Prix depuis 55 ans, à Bahreïn, l'écurie Mercedes place ses deux pilotes cinquième (Rosberg) et sixième (Schumacher). Toute la saison, Rosberg dominera son illustre coéquipier, qui s'adapte mal à des voitures différentes des dernières qu'il avait piloté (n'ayant pas disputé de Grand Prix depuis 2006) et signera donc seul les premiers podiums depuis 1955 de son écurie. Lors du Grand Prix de Chine, qu'il mène momentanément avant de partir à la faute, perdant une victoire imaginable, en terminant derrière le duo McLaren Jenson Button / Lewis Hamilton, Rosberg permet à Mercedes-Benz de signer son premier triplé depuis le Grand Prix de Grande-Bretagne 1955. En qualifications, Rosberg est à nouveau le meilleur des pilotes Mercedes avec sa première ligne au Grand Prix de Malaisie, qu'il terminera sur le podium. Il signera également un podium à Silverstone, non loin de Brackley, siège de l'écurie. Finalement, Mercedes Grand Prix termine à la 4e place du championnat des constructeurs, avec 214 points. Sur dix-neuf courses, elle n'aura manqué les points qu'à une reprise, en Hongrie, mais aura montré un niveau assez inférieur aux Red Bull, aux McLaren et aux Ferrari, devant se battre avec les Renault et parfois les Williams. L'écurie Mercedes signe ainsi sa première saison sans victoire, ni pole position, ni meilleur tour en course.

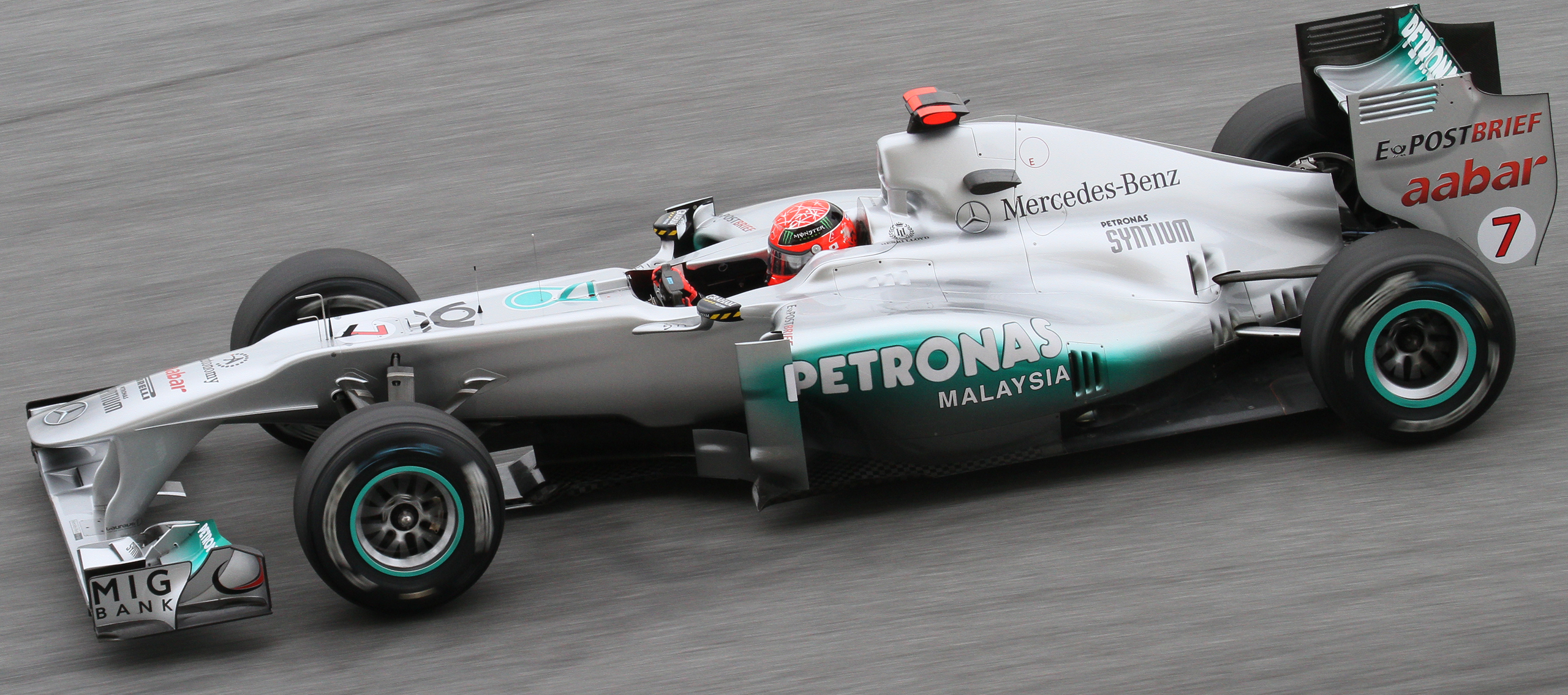
Michael Schumacher sur la MGP W02 au Grand Prix de Malaisie 2011.

La Mercedes-Benz MGP W02 est présentée le 1er février 2011 sur le circuit de Valencia. En février 2011, comme prévu, les 24,9 % restants du capital de l'écurie sont cédés ; Daimler possède alors 60 % du capital, et Aabar 40 %.
La saison 2011 est moins bonne que l'année précédente. La MGP W02 s'avère moins performante que sa devancière et ne peut même pas atteindre le podium à la régulière. La saison démarre qui plus est par un double abandon. Schumacher inscrit les premiers points de l'équipe au Grand Prix suivant, en Malaisie, avec la neuvième place, classant l'écurie à la huitième place provisoire chez les constructeurs, alors que Rosberg n'a toujours pas ouvert son score. La situation s'améliore un peu, Rosberg se qualifiant par exemple troisième en Turquie, mais amène à Rosberg et Schumacher seulement de quoi viser le Top 5 au mieux. Si Rosberg est globalement épargné par les soucis (seulement un abandon), Schumacher doit abandonner à de nombreuses reprises, notamment à cause de problèmes mécaniques, dont une casse moteur à Monaco alors que Rosberg ne se classe pas dans les points, entraînant un deuxième score vierge en six courses pour Mercedes, mais s'il s'était avéré dans l'ombre de Rosberg en 2010, Schumacher se ressaisit et réduit l'écart. Ainsi, au Canada, il tient longtemps le podium avant de baisser pavillon face à Jenson Button, terminant finalement quatrième alors que Rosberg est hors des points. Cette occasion de podium ne se représente d'ailleurs pas, bien que l'écurie mène momentanément en Chine, en Belgique (avec Rosberg), et au Japon (avec Schumacher), et aucun des pilotes ne parvient à terminer sur le podium après les dix-neuf courses de la saison, marquant la première saison sans podium pour Mercedes. Après être partie de rien, Mercedes a pu remonter au cours de la saison mais stagne à la quatrième place du championnat du monde des constructeurs avec 165 points, soit 49 de moins qu'en 2010.

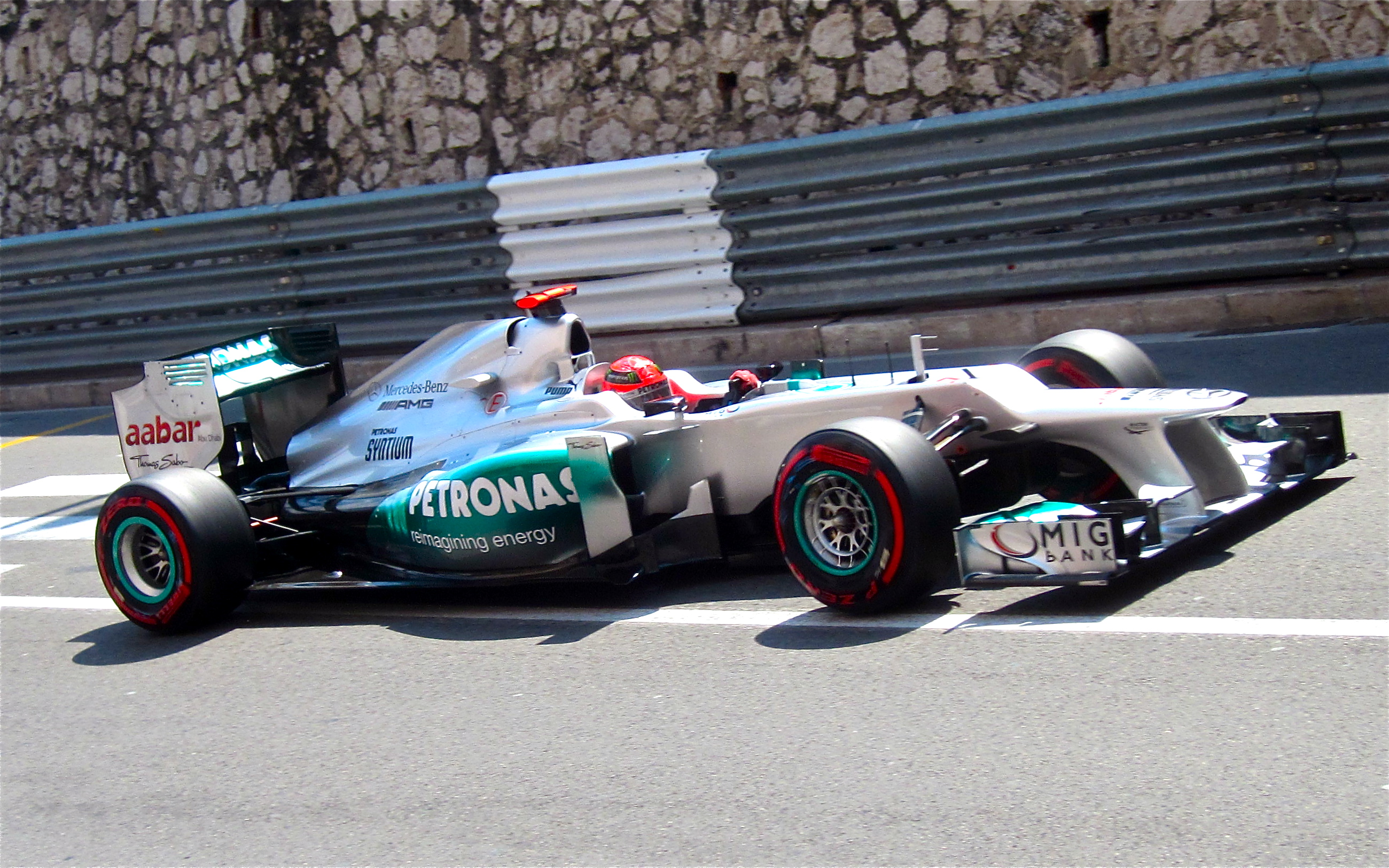
Michael Schumacher sur la MGP W03 au Grand Prix de Monaco 2012.

La saison 2012 commence comme la saison 2011 avait commencé : par un score vierge, Schumacher abandonnant sur un problème de boîte de vitesses alors qu'il était qualifié quatrième et Rosberg terminant douzième et hors des points. Rosberg ne progresse pas en Malaisie, où il termine treizième, et Schumacher, qualifié troisième, va au contact avec Romain Grosjean au premier tour et ne termine que dixième, marquant le premier point de Mercedes en 2012, et classant l'écurie à la neuvième place provisoire. Au Grand Prix de Chine, la performance est encore au rendez-vous en qualifications et les Mercedes verrouillent la première ligne, ce qui est une première depuis 1955, Nico Rosberg réalisant la pole position pour la première fois de sa carrière. Le lendemain, un double podium est possible lorsqu'au treizième tour, Schumacher connaît un problème de roue mal fixée pendant son arrêt au stand et doit abandonner. Rosberg remporte finalement le Grand Prix, sa première victoire après 111 tentatives, et la première d'une Mercedes depuis le Grand Prix d'Italie 1955, devant les McLaren-Mercedes de Jenson Button et Lewis Hamilton, offrant à Mercedes-Benz un nouveau triplé après celui réalisé deux ans auparavant. Tandis que Schumacher est handicapé par moult problèmes, Rosberg parvient à rentrer régulièrement dans les points sur la suite de la saison, mais l'écurie signe une deuxième grosse performance à Monaco : en qualifications, Schumacher réalise ce qui pouvait être sa 69e pole position, sa première depuis le Grand Prix de France 2006, mais ayant causé un accrochage avec Bruno Senna au Grand Prix précédent, il est pénalisé de cinq places et part sixième ; Rosberg en profite pour partir en première ligne et terminer deuxième alors que Schumacher doit encore abandonner. Il devra faire de même au Canada, sur un problème de DRS, alors que Rosberg termine sixième. C'est également à cette position que l'Allemand termine en Europe tandis que Schumacher parvient enfin à signer un podium, son premier depuis le Grand Prix de Chine 2006, en terminant troisième. Ce sera également son 155e et dernier.
Sur les Grands Prix suivants, les bonnes performances et les performances moyennes s'alternent, mais les Mercedes restent dans la zone des points. Ainsi, après le Grand Prix de Singapour, Mercedes est entrée treize fois sur quatorze possibles dans les points et est remontée en cinquième position, nettement devant Sauber. C'est le début d'une période catastrophique où les voitures allemandes vont être dans l'impossibilité d'inscrire des points durant cinq courses, et où seule une voiture verra l'arrivée lors de quatre d'entre elles. Rosberg et Schumacher n'arrivent plus à faire mieux que onzième en course. De nouveaux points sont enfin marqués lors du dernier Grand Prix au Brésil, qui est également le 307e et dernier de Michael Schumacher, lequel termine septième alors que Rosberg se classe quinzième. Heureusement pour l'écurie allemande, Sauber n'a guère fait mieux durant ce laps de temps et n'a pu résorber son retard. Au global, alors que cette troisième saison de la nouvelle ère s'annonçait bien meilleure que les deux précédentes, Mercedes ne termine que cinquième avec 142 points, soit 23 de moins qu'en 2011, et semble sur une pente descendante.

### 2013: arrivée de Lewis Hamilton et montée en puissance

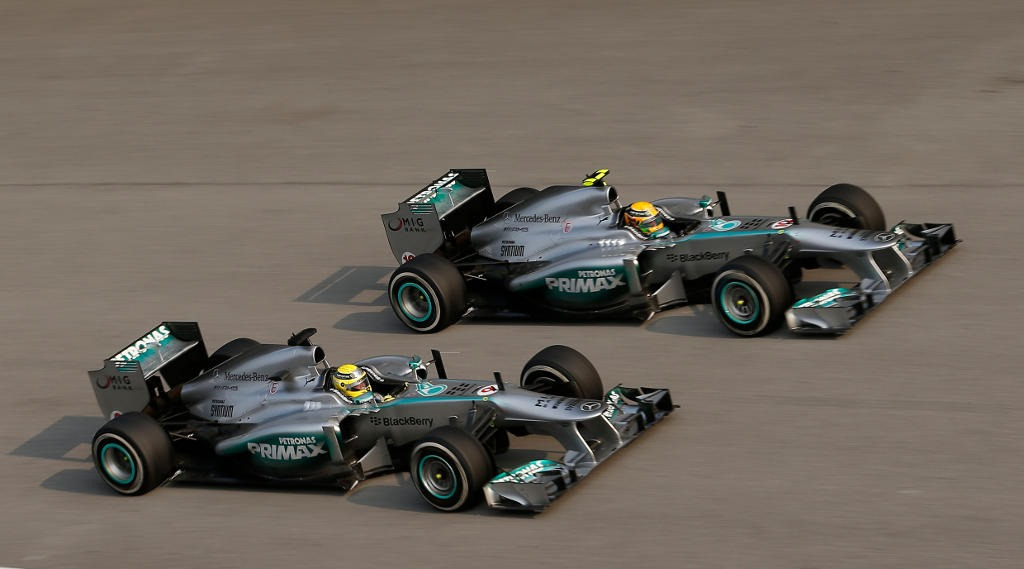
Les Mercedes F1 W04 de Nico Rosberg et Lewis Hamilton au Grand Prix de Malaisie 2013

Le 28 septembre 2012, confirmant officiellement une information du quotidien allemand Bild, l'écurie Mercedes Grand Prix annonce que Lewis Hamilton a signé avec elle un contrat de trois ans et remplacera donc Michael Schumacher à partir de la saison 2013.
Après une fin de saison 2012 catastrophique, Mercedes semble incapable d'offrir une monoplace digne de son rang à sa nouvelle recrue Lewis Hamilton. Heureusement, la nouvelle AMG F1 W04 va s'avérer plus performante et plus fiable que sa devancière, même si pas encore réellement au niveau des Red Bull de Sebastian Vettel et Mark Webber.
Pour son premier Grand Prix avec Mercedes, Lewis Hamilton se qualifie troisième et termine cinquième, devançant une première fois Nico Rosberg, l'Allemand ayant abandonné en course. En Malaisie, Hamilton devance Rosberg tout au long de week end et en fin de course, alors que les monoplaces sont troisième et quatrième et surtout proches l'une de l'autre, Ross Brawn demande à ses pilotes de geler les positions. En Chine, Hamilton signe sa première pole position avec Mercedes mais ne termine que troisième le lendemain alors que Rosberg doit encore abandonner. L'Allemand enchaîne ensuite trois pole positions, permettant à Mercedes de réaliser des pole positions consécutivement, ce qui n'était plus arrivé depuis 1955, mais ne concrétise qu'à Monaco (s'imposant en Principauté trente ans après son père Keke Rosberg). Les Mercedes semblent avoir des difficultés avec leurs pneus, en témoigne la première ligne 100 % Mercedes en Espagne, conclue à la neuvième place pour Rosberg et à la douzième pour Hamilton, très loin du vainqueur Fernando Alonso.
Au cours de la saison, Mercedes s'affirme en tant qu'adversaire principal de Red Bull, et va dès lors récolter les lauriers non cueillis par cette dernière. Par exemple en Grande-Bretagne, où alors qu'Hamilton partait en pole position mais a vu son pneu arrière-gauche exploser en début de course, Sebastian Vettel se retrouvait en tête avant d'abandonner sur un problème de boîte de vitesses, laissant Nico Rosberg s'imposer.
Mercedes sera également la dernière équipe à avoir battu Red Bull en qualifications (au Grand Prix de Belgique avec Hamilton) et en course (au Grand Prix de Hongrie avec Hamilton qui remportait son premier Grand Prix avec eux) dans l'ère des moteurs V8 atmosphériques. Elle conclut cette saison 2013 en tant que vice-championne du monde avec 360 points, ayant fait mieux que les saisons précédentes en tout points et en ayant réussi à inscrire des points à chaque Grand Prix d'une saison comptant dix-neuf courses, ce qui ne lui était jamais arrivé. Pour sa première saison dans une Flèche d'Argent, Hamilton, quatrième, devance Rosberg, sixième du championnat.

### 2014 à 2016: nouveau règlement et domination sans partage des Flèches d'Argent

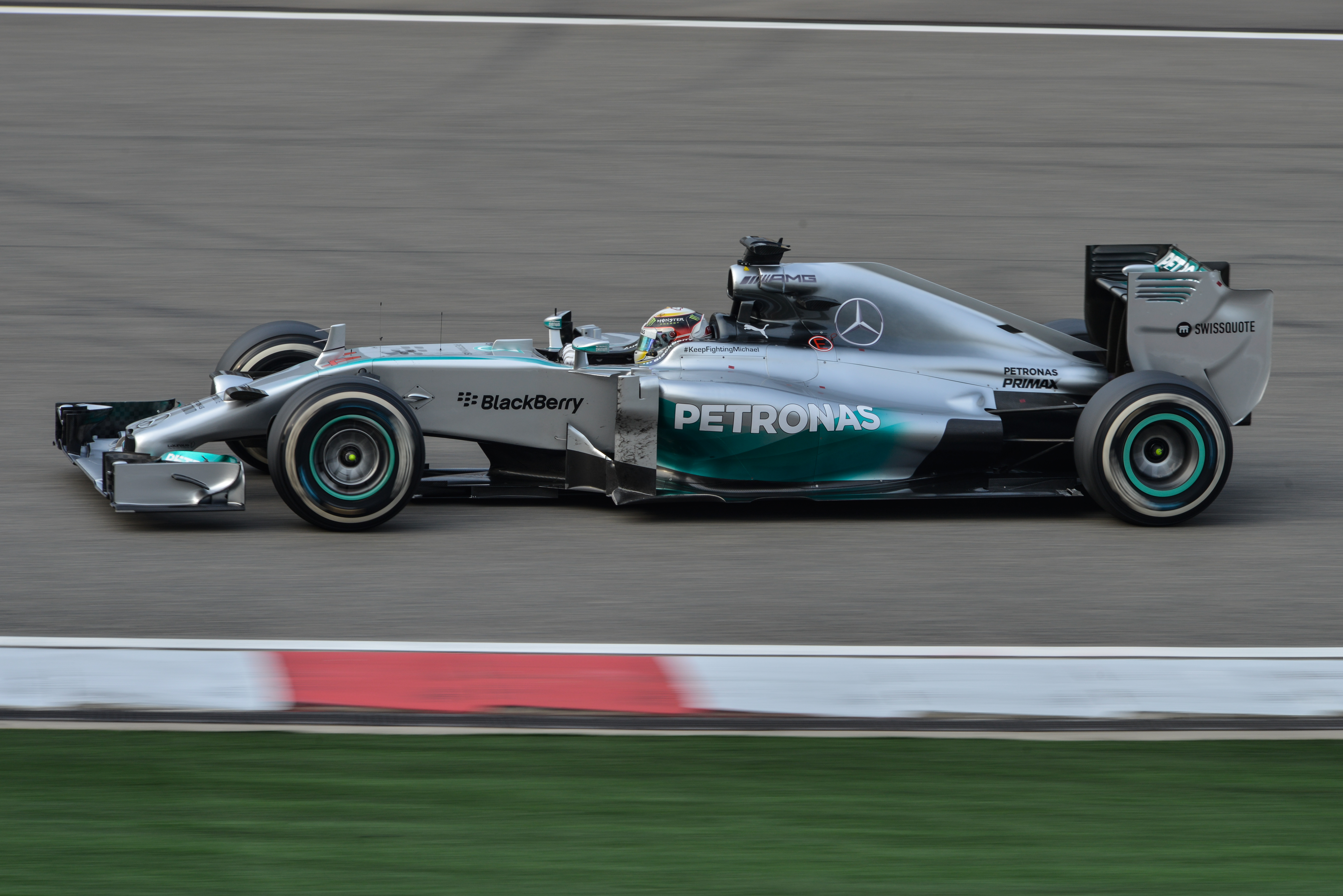
Lewis Hamilton au Grand Prix de Chine 2014

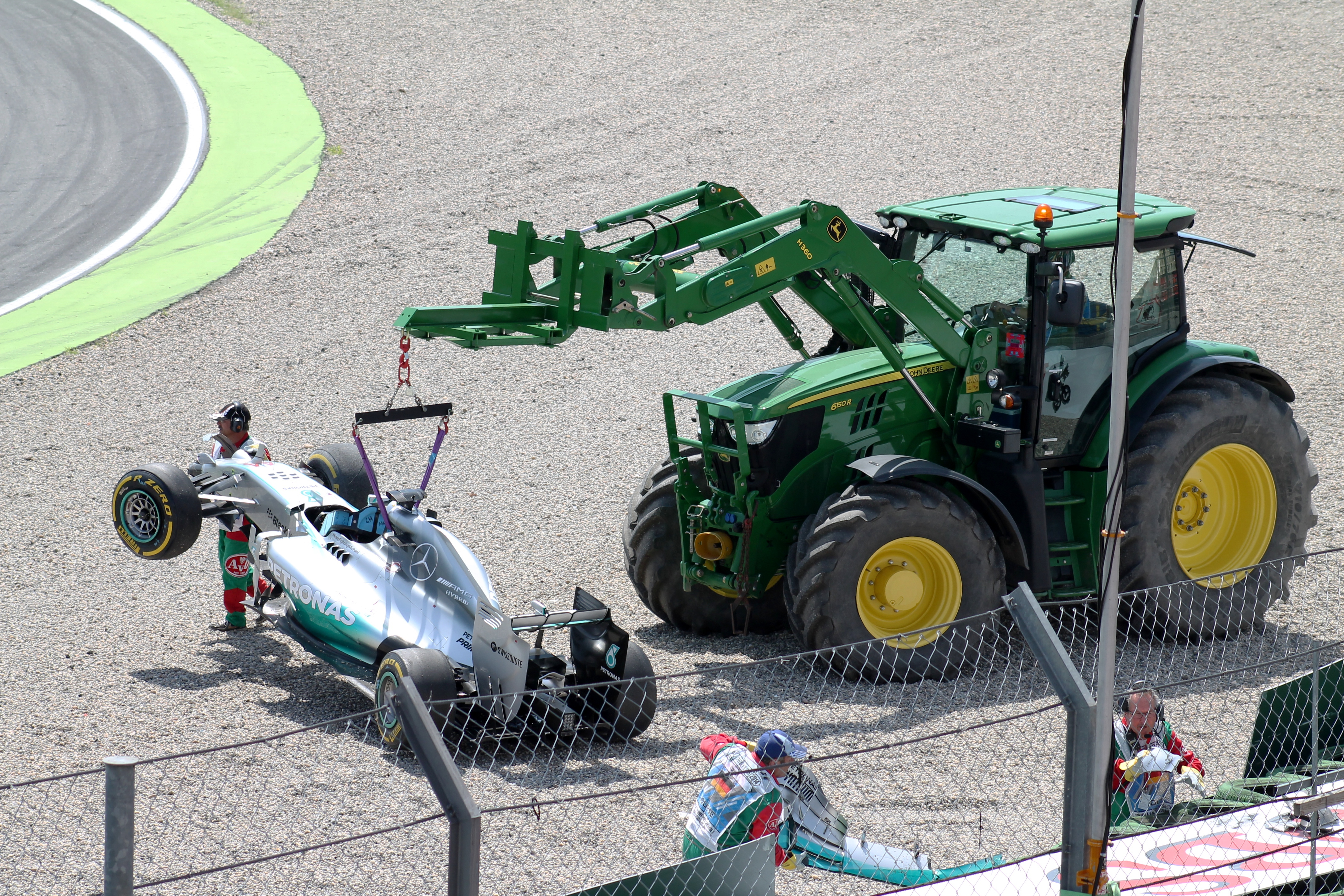
La Mercedes accidentée de Lewis Hamilton au Grand Prix d'Allemagne 2014

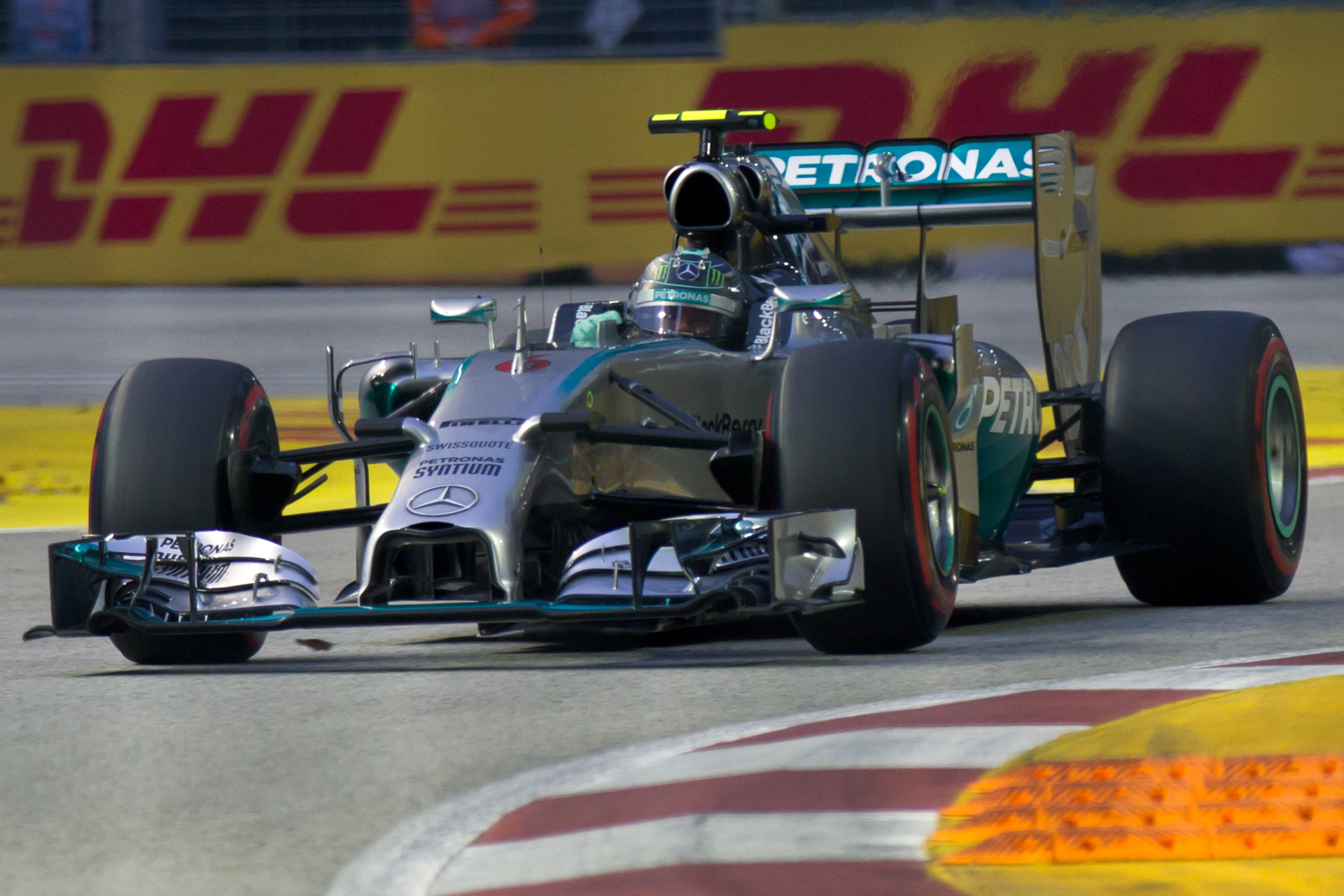
Nico Rosberg au Grand Prix de Singapour 2014

#### Saison 2014
La saison 2014 marque le début d'une nouvelle ère où les V8 atmosphériques sont remplacés par des V6 turbocompressés hybrides à double système de récupération d'énergie. Mercedes conçoit la W05 Hybrid, la meilleure voiture du plateau dotée du meilleur moteur qui domine largement les débats. Williams F1 Team s'ajoute à la liste des clients Mercedes, permettant au manufacturier allemand de fournir quatre écuries. Dès la manche d'ouverture, Lewis Hamilton réalise la pole position ; le lendemain, il connaît des soucis techniques dès le départ et abandonne au troisième tour, laissant Nico Rosberg remporter le Grand Prix. Les McLaren-Mercedes de Kevin Magnussen et Jenson Button se classent derrière l'Allemand, ce qui, en plus de classer provisoirement l'écurie britannique en tête du championnat avec huit unités d'avance sur Mercedes, signe le premier d'une lignée de nombreux triplés Mercedes.
Les quatre Grands Prix suivants voient Mercedes enchaîner les doublés, les premiers depuis 1955 avec, à chaque fois, Hamilton devant Rosberg et les hat tricks (elle réalise trois grands chelems consécutifs en Malaisie, à Bahreïn et en Chine), se hissant en tête du championnat pour la première fois de l'histoire. À Monaco, les Mercedes réalisent un cinquième doublé consécutif, égalant Ferrari entre la Hongrie 2002 et le Japon 2002. Avant d'arriver au Canada, Mercedes compte six victoires, six pole positions, cinq doublés, a été en tête de tous les tours depuis le début de la saison et comptabilise 240 points, soit 141 de plus que Red Bull, en difficulté avec la nouvelle réglementation.
Les Mercedes monopolisent la première ligne (Rosberg devant Hamilton) au Canada et dominent aisément la course mais un problème lié au système hybride permet à leurs adversaires de revenir au contact. Les arrêts au stand permettent à Felipe Massa sur sa Williams de mener la course provisoirement, mettant fin à 413 tours d'invincibilité, troisième plus longue série de la discipline. En proie à un problème de freins, Hamilton abandonne ; Rosberg, toujours handicapé par le problème moteur, cède aux assauts de Daniel Ricciardo.
Pour le retour du Grand Prix d'Autriche, les Williams-Mercedes de Felipe Massa et Valtteri Bottas viennent à bout des Mercedes, obtenant la seule pole position non réalisée par l'écurie allemande cette saison. Le lendemain, Rosberg s'impose devant Hamilton et Bottas, signant un triplé Mercedes. En Grande-Bretagne, Rosberg réalise la pole position mais abandonne sur un problème de boîte de vitesses ; Hamilton s'impose à domicile. L'inverse se produit en Allemagne où Hamilton connaît un problème de freins en qualifications et échoue en Q2. Il change de plus sa boîte de vitesses et part vingtième et remonte jusqu'au troisième rang. Rosberg devient le premier pilote allemand vainqueur en Allemagne à bord d'une monoplace allemande depuis Rudolf Caracciola en 1939 au volant de la Mercedes-Benz W154. En Hongrie, Hamilton voit sa voiture prendre feu dès la Q1 et s'élance depuis les stands alors que Rosberg est en pole position. Les Mercedes sont battues par Ricciardo et terminent troisième (Hamilton) et quatrième (Rosberg). Un nouveau différend entre les coéquipiers voit le jour quand, remonté en troisième place à quelques tours de l'arrivée, Hamilton voit Rosberg dans ses rétroviseurs ; l'Allemand demande à l'équipe d'intimer au champion du monde de le laisser passer. Mercedes s'exécute mais pas Hamilton qui restera devant son coéquipier.
Une nouvelle polémique éclate à Spa-Francorchamps où Rosberg et Hamilton monopolisent la première ligne. Hamilton prend un meilleur envol que son équipier et vire en tête. Au deuxième passage, l'Allemand tente une manœuvre de dépassement mais l'aileron avant du leader du championnat entre en contact avec le pneu arrière-gauche du champion du monde et entraîne son abandon. Au prix d'une meilleure stratégie, Ricciardo s'impose pour la deuxième fois consécutive, devant Rosberg. À Monza, Hamilton part en pole position mais Rosberg le devance au premier virage. Deux erreurs à la première chicane lui font perdre la victoire face au Britannique qui se rapproche au championnat. Felipe Massa termine derrière ce duo, obtenant un nouveau triplé Mercedes. À Singapour, les Mercedes s'élancent en première ligne (Hamilton devant Rosberg) mais l'Allemand connaît un problème électronique dès le tour de formation ; il part depuis les stands et finit par abandonner, laissant Hamilton s'imposer et reprendre la tête du championnat.
Hamilton et Rosberg réalisent ensuite trois doublés consécutifs au Grand Prix du Japon, au Grand Prix de Russie, où Rosberg tente de passer Hamilton au premier freinage mais se rate, se contentant de la deuxième place, suffisante pour offrir à Mercedes Grand Prix son premier titre de champion du monde des constructeurs alors que trois Grands Prix restent à courir (Mercedes expliquera que « C'est la première fois en 120 ans de sport automobile que Mercedes-Benz remporte un championnat du monde en tant que constructeur »), et au Grand Prix des États-Unis, où Rosberg part en pole position mais ne peut contrer une attaque autoritaire de Hamilton durant la course et termine deuxième.
Au Brésil, Rosberg réalise la pole position et remporte la victoire devant Hamilton, permettant, grâce à un onzième doublé, à Mercedes de subtiliser à McLaren le record des doublés sur une année (avec Alain Prost et Ayrton Senna, l'écurie de Ron Dennis en avait réalisé dix en 1988), et sauve ses chances pour le championnat du monde des pilotes avant d'entamer le dernier Grand Prix, à Abou Dabi. Lors de ce Grand Prix, Rosberg obtient sa onzième pole position de la saison, la dix-huitième de Mercedes qui égale Red Bull Racing en 2011. Il s'élance mal et voit Hamilton lui passer devant. L'Allemand est accablé par les soucis techniques et termine à la quatorzième place, alors qu'Hamilton remporte sa onzième victoire de la saison, la seizième de l'année pour Mercedes (battant à nouveau McLaren en 1988) devant Massa et Bottas (signant un huitième et dernier triplé en 2014 pour le moteur Mercedes) et son deuxième titre mondial, succédant ainsi du côté des Flèches d'Argent à Juan Manuel Fangio en 1955, avec une avance de 67 points sur Rosberg. Lors de ce dernier Grand Prix de la saison, Mercedes obtient son 31e podium, nouveau record après les 29 de la Scuderia Ferrari en 2004 et obtient un score final record de 701 points, battant les 650 de Red Bull en 2011. Elle aura également monopolisé la première ligne à douze reprises.

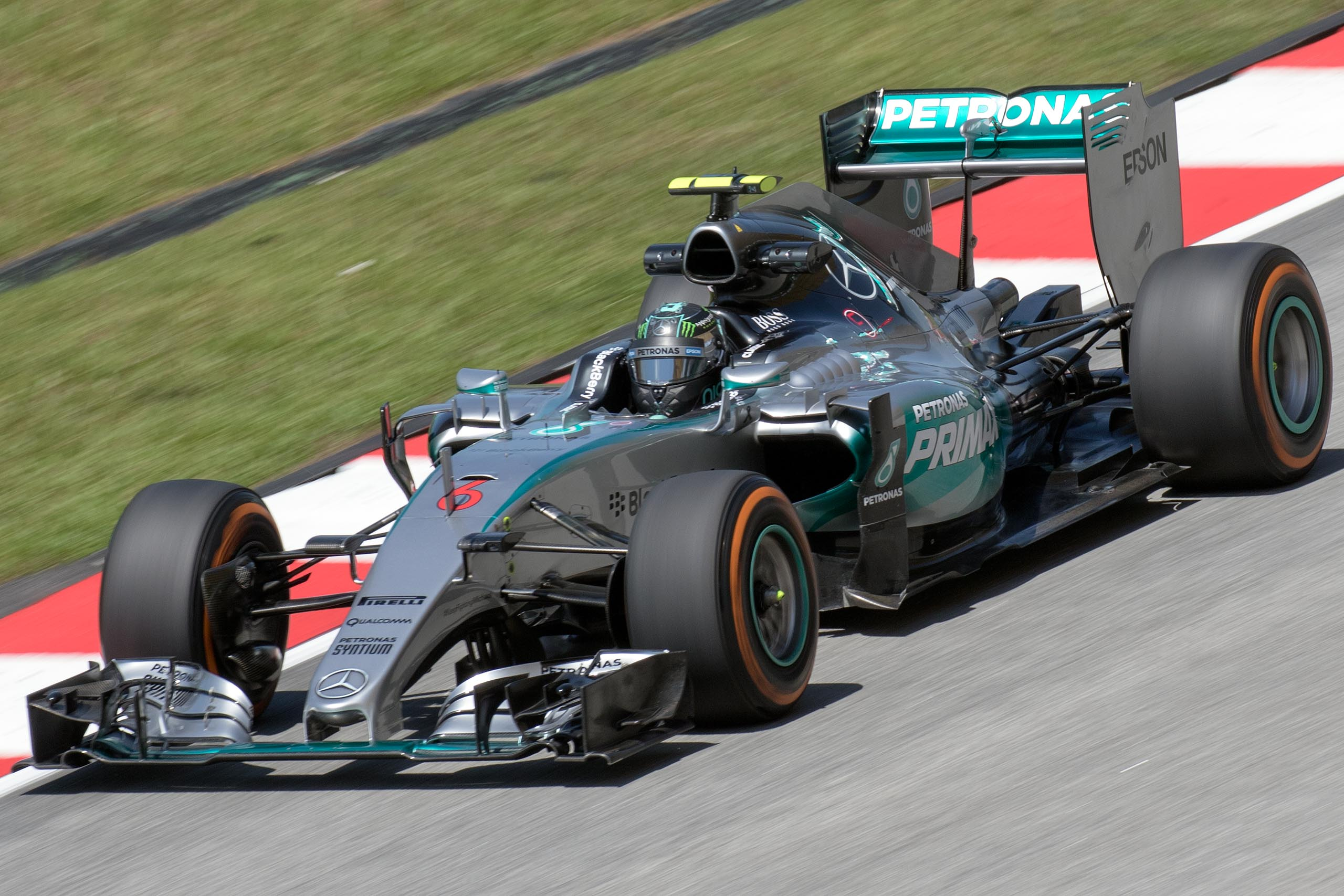
Nico Rosberg au Grand Prix de Malaisie 2015

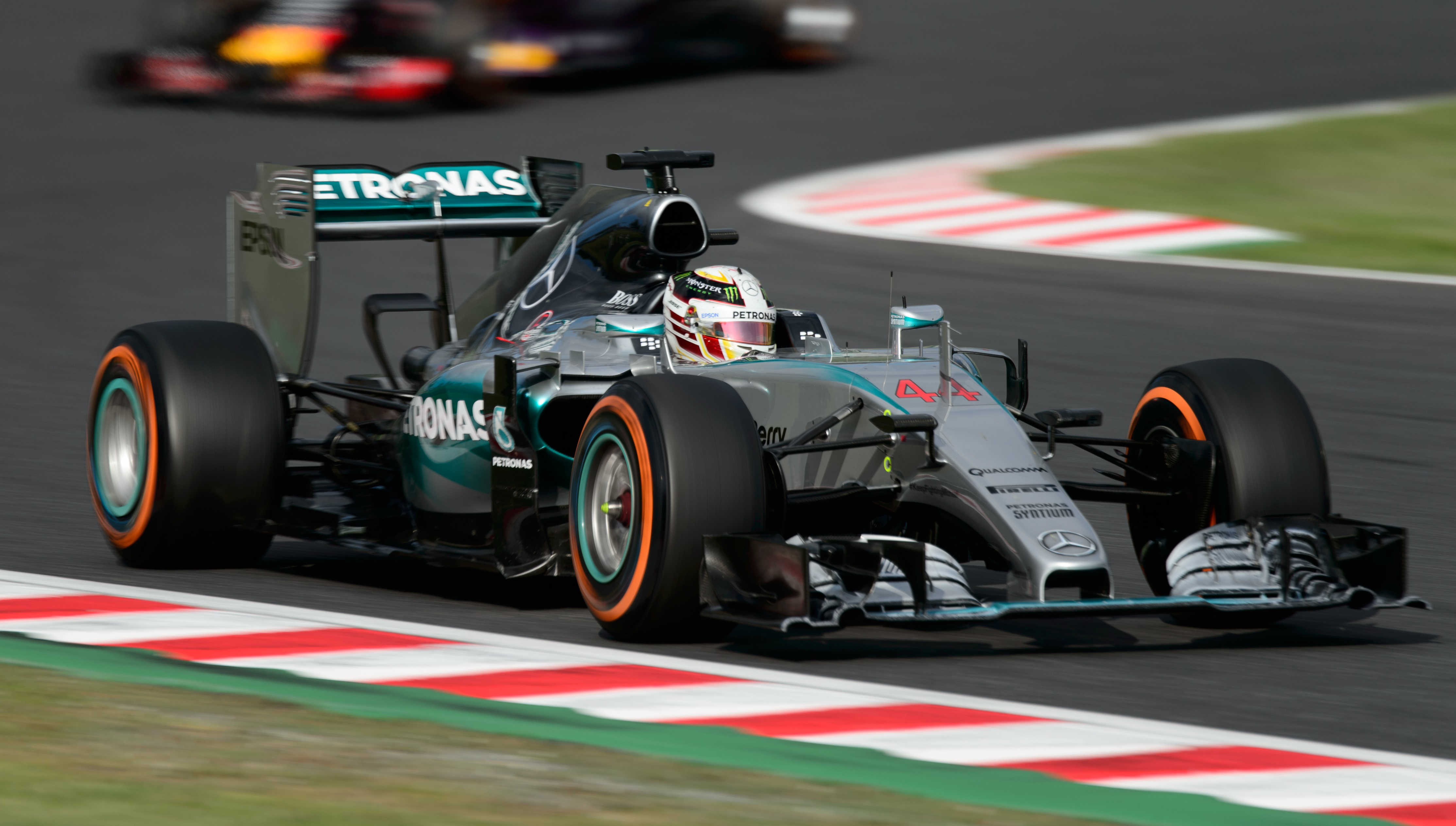
Lewis Hamilton au Grand Prix du Japon 2015

#### Saison 2015
En 2015, Mercedes se sépare de son partenaire historique McLaren après vingt saisons de collaboration, la place de l'écurie britannique est prise par sa compatriote Lotus F1 Team. Pour le Grand Prix d'ouverture de la saison 2015, les Mercedes relèguent la Williams de Massa à une seconde en qualifications et font le doublé (Hamilton devant Rosberg) devant la Ferrari de Sebastian Vettel le lendemain. Au Grand Prix de Malaisie, en première ligne la veille aux côtés d'Hamilton et à la faveur d'une meilleure stratégie d'arrêts aux stands le dimanche, Vettel bat les Mercedes ; c'est leur première défaite depuis huit Grands Prix. En Chine, Hamilton devant Rosberg réalise un nouveau doublé. À Bahreïn, Hamilton s'impose et Rosberg termine troisième. L'Allemand devance son coéquipier en Espagne et à Monaco où Hamilton, qui menait la course à l'entame des derniers tours, est rappelé pour un arrêt non prévu alors que Rosberg et Vettel ne s'arrêtent pas. Le Britannique finit troisième et prend sa revanche au Canada où il gagne devant Rosberg, qui inverse la tendance en Autriche. Lors de ces deux derniers Grands Prix, les Williams-Mercedes de Bottas et Massa ont respectivement accompagné les Mercedes sur le podium, signant de nouveaux triplés.
À Silverstone, Hamilton et Rosberg, en première ligne, se font surprendre au départ par Massa et Bottas. Au prix d'une meilleure stratégie d'arrêts aux stands, le tandem Mercedes revient en tête. Après les neuf premiers Grands Prix, Mercedes s'est imposée à huit reprises, réalisant six doublés, a réalisé neuf pole positions, n'a jamais vu ses deux pilotes en dehors du podium et a inscrit 371 points sur 387 possibles, 160 de mieux que Ferrari.
En Hongrie, Hamilton et Rosberg monopolisent la première ligne mais aucun d'eux ne monte sur le podium car les Ferrari de Sebastian Vettel et Kimi Räikkönen prennent un meilleur envol et Hamilton, surpris par une manœuvre de Rosberg, sort de la piste. En fin de course, Rosberg est à la lutte avec Daniel Ricciardo pour la deuxième place ; les deux pilotes vont au contact, entraînant une crevaison pour Rosberg. Hamilton termine sixième et Rosberg huitième : aucune Mercedes n'est sur le podium pour la première fois depuis le Grand Prix du Brésil 2013, soit vingt-huit podiums consécutifs, la deuxième plus longue série de l'histoire. En Belgique, ils s'imposent devant la Lotus-Mercedes de Romain Grosjean, obtenant un nouveau triplé pour le motoriste allemand. En Italie, Hamilton remporte la course mais Rosberg abandonne lorsque son moteur casse dans les derniers tours.
À Singapour, les Mercedes sont battues en qualifications, pour la seule fois de la saison, par la Ferrari de Vettel, ce qui met fin à 23 pole positions consécutives, deuxième plus longue série de la discipline. Elles ne réussissent pas à faire mieux que la troisième ligne. Elles ne progressent pas en course où Hamilton connaît son unique abandon de la saison sur un problème d'accélérateur quand Rosberg termine quatrième. Au Japon, Rosberg part en pole position, comme lors des cinq courses restantes, mais Hamilton s'impose devant lui. En Russie, Rosberg réussit à mieux s'élancer qu'Hamilton mais connaît un problème d'accélérateur et abandonne en début de course, Hamilton s'imposant. À l'occasion de cette épreuve, et comme en 2014, Mercedes remporte son deuxième titre mondial consécutif en Russie, cela alors qu'il reste cette fois quatre Grands Prix.
Aux États-Unis, le scénario est le même qu'à Suzuka : Hamilton se force autoritairement un passage face à Rosberg et l'envoie hors-piste. Les Mercedes réalisent un doublé et Hamilton remporte son troisième titre mondial, permettant à Mercedes de boucler les deux championnats à trois épreuves de la fin de saison. Au Mexique (avec Valtteri Bottas troisième sur la Williams-Mercedes), au Brésil et à Abou Dabi, Rosberg devance Hamilton. À l'occasion de cette dernière manche de la saison, Mercedes réalise son douzième doublé après avoir monopolisé la première ligne pour la quinzième fois de la saison, et son 32e podium de la saison, battant les records qu'elle avait elle-même réalisés en 2014. Avec 703 points, elle bat ses 701 points de 2014. La domination des Flèches d'Argent est restée totale, avec à nouveau 16 victoires et 18 pole positions et un nouveau doublé au championnat du monde, Rosberg finissant à nouveau vice-champion du monde derrière Hamilton, avec 59 points de retard.

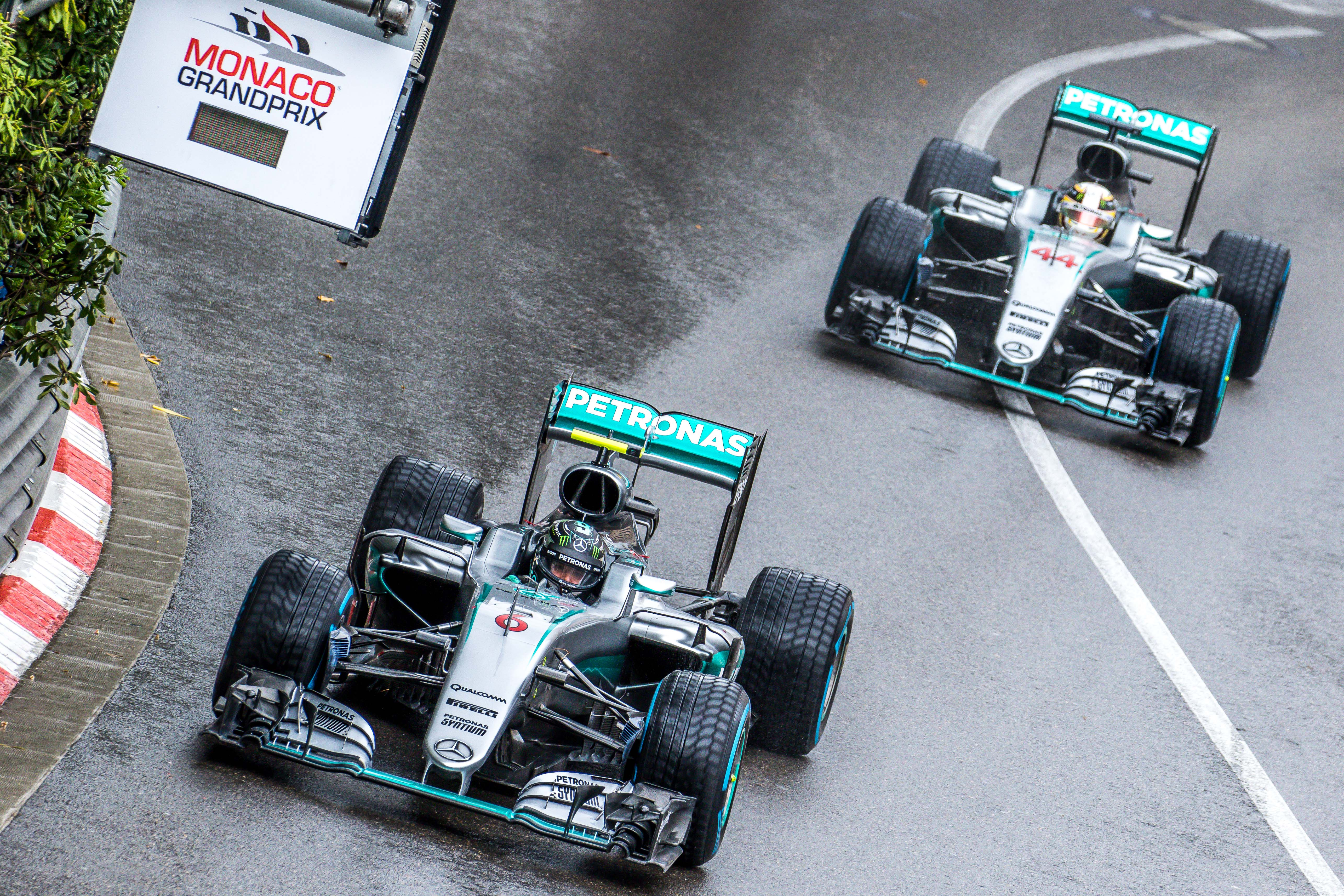
Les Mercedes au Grand Prix de Monaco 2016

#### Saison 2016
En 2016, Mercedes ne fournit plus ses moteurs qu'à sa propre équipe, Williams et Force India.

Lors de la première manche de la saison 2016, à Melbourne, Lewis Hamilton réalise la pole position devant Nico Rosberg et la Ferrari de Sebastian Vettel est reléguée à quasiment une seconde. Au départ, Hamilton s'élance moyennement au contraire de Rosberg et de Vettel qui semble en mesure de vaincre les Mercedes. Au prix d'une meilleure stratégie d'arrêts aux stands, Rosberg remporte la course devant Hamilton. À Bahreïn, Hamilton et Rosberg sont en première ligne mais le Britannique rate son départ et est percuté par la Williams de Valtteri Bottas. Rosberg remporte aisément la victoire alors qu'Hamilton termine troisième derrière la Ferrari de Kimi Räikkönen. Après deux courses, l'écurie allemande totalise deux victoires, quatre podiums et 83 points au championnat, mieux que les deux saisons précédentes, et a déjà 50 points d'avance sur la Scuderia Ferrari.
En Chine, si le weekend de Rosberg se passe sans le moindre problème, ce n'est pas le cas pour Hamilton qui, dès la Q1, connaît un problème d'ERS, ne peut pas boucler le moindre tour et part dernier, ayant en plus dû changer sa boîte de vitesses. Rosberg domine largement l'épreuve tandis qu'Hamilton remonte au septième rang. En Russie, Rosberg réalise un grand chelem alors qu'Hamilton, en proie à des problèmes d'ERS, ne peut pas signer de temps en Q3, s'élance dixième et termine deuxième. Après quatre courses, Mercedes a 81 points d'avance sur Ferrari (157 à 76). Le Grand Prix d'Espagne 2016 donne lieu à un incroyable accrochage entre les Mercedes qui cause leur abandon mutuel dès le premier tour et marque la fin d'une série de dix victoires consécutives entamée depuis le Japon 2015 et empêche ainsi Mercedes de battre le record de onze victoires consécutives des McLaren-Honda d'Alain Prost et Ayrton Senna entre le Brésil 1988 et la Belgique 1988. Mercedes connaît également sa première course sans point depuis le Grand Prix des États-Unis 2012, soit 62 Grands Prix consécutifs dans les points, une des plus longues séries de l'histoire. Ferrari revient à 48 points au championnat des constructeurs.
Après avoir connu leur première défaite de la saison en course, les Mercedes sont battues pour la seule fois de la saison en qualifications au Grand Prix de Monaco, Rosberg s'incline pour environ deux dixièmes de seconde face à la Red Bull-TAG Heuer de Daniel Ricciardo, après onze pole positions consécutives depuis le Grand Prix du Japon 2015. Lors de la course, Rosberg perd pied au fil des tours en raison d'un mauvais choix de pneus et Hamilton est aux prises avec Ricciardo. Une grosse erreur dans le stand Red Bull permet à l'Anglais de reprendre le commandement et de s'imposer alors que Rosberg termine septième, au coude-à-coude avec la Force India de Nico Hülkenberg. Au Canada, Hamilton et Rosberg occupent la première ligne mais s'élancent mal, ce qui profite à Sebastian Vettel. Les Mercedes entrent en contact au premier virage et Rosberg termine cinquième. Hamilton parvient à battre Vettel grâce à une meilleure stratégie d'arrêts aux stands menée par Mercedes et remonte sur Rosberg au championnat des pilotes. À l'occasion du retour du Grand Prix d'Europe, sur le nouveau circuit de Bakou, Rosberg réalise un autre grand chelem alors que Hamilton se trouve en difficulté, se qualifiant dixième après un accident en Q3 et terminant cinquième.
En Autriche, les Mercedes font le doublé en qualifications mais Rosberg, qui doit changer sa boîte de vitesses, est rétrogradé en sixième position. Hamilton mène le début de course avant d'être dépassé par Rosberg. À l'entame du dernier tour, les monoplaces allemandes se tiennent en quelques dixièmes, Rosberg connaît des problèmes de freins et Hamilton l'attaque ; Rosberg ne cède pas et les voitures entrent en collision. La Mercedes de Rosberg a son aileron avant cassé qui se loge sous son châssis quelques secondes après et est dépassée par Max Verstappen et Kimi Räikkönen, Hamilton remportant la course. À Silverstone, les Mercedes font le doublé en qualifications et en course (Hamilton devant Rosberg) mais l'Allemand reçoit une deuxième pénalité de dix secondes consécutive car, en proie à des problèmes de boîte de vitesses, l'écurie lui a indiqué que faire pour les résoudre, ce qui est, à l'époque, interdit. Il rétrograde à la troisième place derrière Verstappen et voit Hamilton revenir à un point au championnat. Celui-ci se hisse en tête à l'issue du Grand Prix de Hongrie, en s'imposant devant son coéquipier après avoir pris l'avantage au premier virage. Il accentue cette avance en Allemagne où, malgré la pole position de son rival, il remporte la course après s'être mieux élancé que Rosberg, devancé par Ricciardo et Verstappen. Rosberg parvient à rejoindre le Néerlandais mais doit purger une pénalité de cinq secondes après l'avoir emmené hors des limites de la piste.
Après la trêve estivale, la tendance s'inverse à nouveau entre Rosberg et Hamilton. En Belgique, Rosberg réalise la pole position et s'impose tandis qu'Hamilton, parti du fond de grille après avoir changé son moteur, termine troisième. En Italie, Hamilton, parti premier devant Rosberg, rate son départ, au contraire de l'Allemand, et se retrouve dans le peloton avant de remonter au fil des tours. Rosberg gagne aisément la course devant son coéquipier. À Singapour, Rosberg s'élance en pole position devant la Red Bull de Ricciardo et Hamilton. Ce tiercé de départ est celui d'arrivée, permettant à l'Allemand de reprendre le commandement au championnat pilotes.
En Malaisie, Hamilton, en pole position, a pris quelques encablures d'avance au moment où Sebastian Vettel, ayant raté son freinage, percute Rosberg et l'envoie en tête-à-queue. Lors du 41e tour, le moteur d'Hamilton explose et, loin derrière les Red Bull, Rosberg se contente de la troisième place et augmente son avance au championnat. Ce seizième Grand Prix de la saison marque la deuxième et dernière défaite de Mercedes en 2016 et la fin d'une série de dix victoires consécutives entamée à Monaco. Au Japon, les Mercedes partent en première ligne (Rosberg devant Hamilton, l'Allemand réalisant sa 30e et dernière pole position en Formule 1) mais Hamilton rate son départ et perd des places. Rosberg remporte sa 23e et dernière victoire en Formule 1, devant la Red Bull de Verstappen qui a résisté aux assauts d'Hamilton. À quatre Grand Prix de la fin de la saison, Mercedes est sacrée championne du monde des constructeurs pour la troisième fois consécutive alors que Nico Rosberg, en tête du championnat des pilotes avec 33 unités d'avance sur Hamilton, a en perspective un premier titre mondial et peut se permettre de gérer son avance en terminant à chaque fois deuxième derrière son rival.
C'est ce qu'il se passe puisqu'aux États-Unis, au Mexique, Brésil et à Abou Dabi, Hamilton et Rosberg se qualifient et terminent dans cet ordre, signant à l'occasion de la dernière manche, une sixième première ligne verrouillée consécutive et un quatrième doublé consécutif (le 57e et dernier podium de Nico Rosberg). À l'occasion de cette dernière manche, Nico Rosberg est sacré champion du monde, 34 ans après son père Keke Rosberg, avec cinq points d'avance sur son coéquipier. Nico Rosberg devient le premier Allemand champion du monde de Formule 1 au volant d'une Mercedes et le premier Allemand sacré au volant d'une voiture allemande en 66 ans de Formule 1. Avant lui, Rudolf Caracciola remporta le championnat AIACR d'Europe des pilotes 1938 au volant de la Mercedes-Benz W154.
À l'issue de la saison 2016, l'écurie Mercedes Grand Prix réalise un nouveau record de 19 victoires et 20 pole positions en 21 courses. Elle est également l'auteur d'un nouveau record de podiums en une saison (33, battant ses 32 de la saison précédente), de points inscrits en une saison (765, battant son record de 2015) et de tours en tête en une saison (1 055, battant le record de 1 003 de McLaren-Honda en 1988). Elle a de plus verrouillé la première ligne à quatorze reprises.
Sur trois saisons (2014-2016), Mercedes a exercé une domination très rarement vue dans l'histoire de la Formule 1, gagnant 51 des 59 Grands Prix disputés, obtenant 56 pole positions, 96 podiums (sur 118 possibles), 31 doublés et monopolisant 41 fois la première ligne. Elle n'a également jamais été dépossédée de la tête du championnat du monde des pilotes et a mené celui des constructeurs durant 58 Grands Prix consécutifs,,,.

### 2017-2018: nouveau règlement et duel avec Ferrari

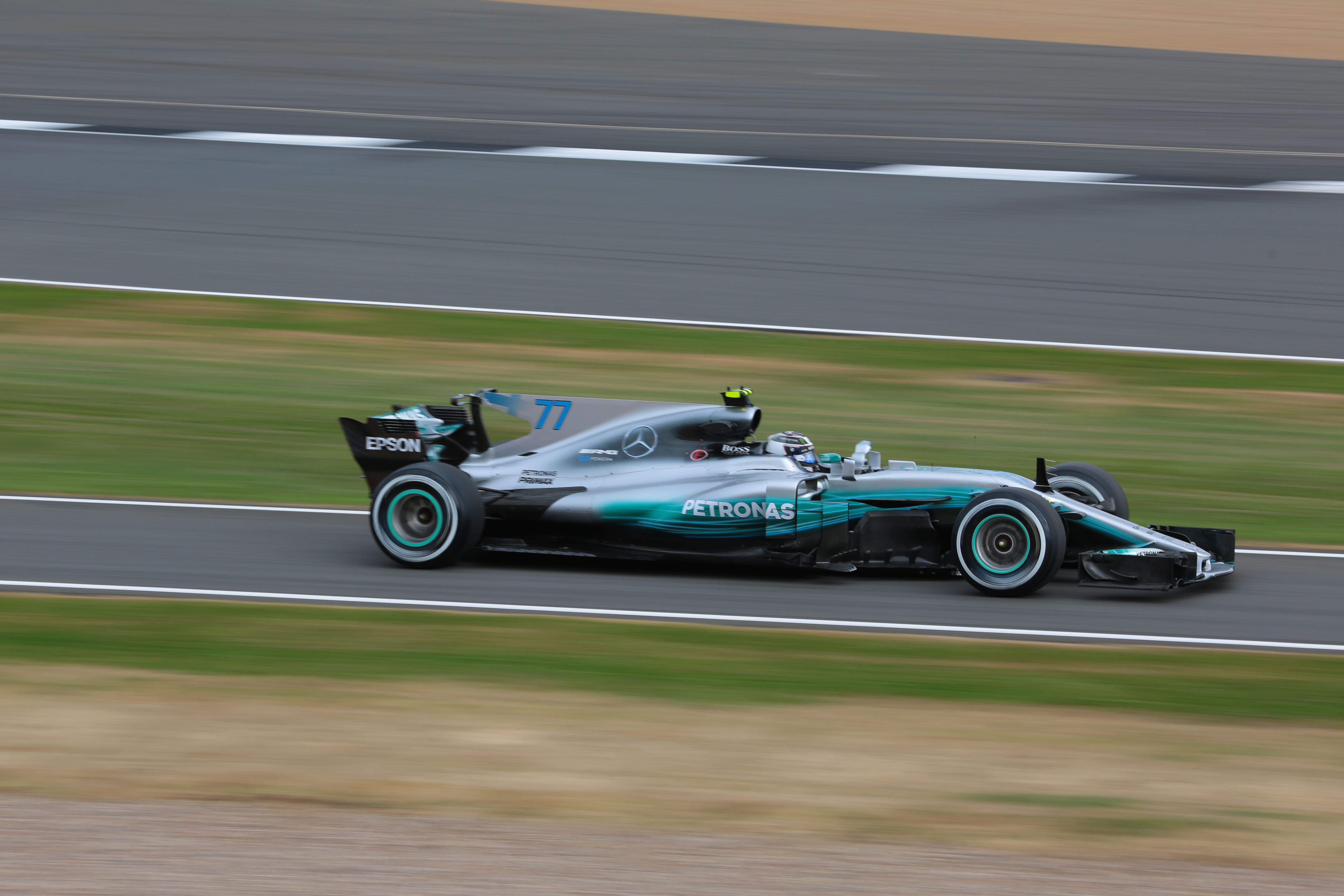
Valtteri Bottas au Grand Prix de Grande-Bretagne 2017

En janvier 2017, Paddy Lowe quitte Mercedes pour rejoindre Williams F1 Team où il devient directeur exécutif : « J'ai passé trois années remplies de succès et très plaisantes chez Mercedes où j'ai travaillé avec une équipe incroyable. Je regarde maintenant vers l'avenir et un nouveau défi, et je souhaite le meilleur à tout le monde chez Mercedes ». Du côté des pilotes, à la suite du retrait brutal de Nico Rosberg, cinq jours après l'obtention de son titre mondial, l'écurie allemande engage Valtteri Bottas pour faire équipe avec Lewis Hamilton en 2017. Le 1er mars 2017, James Allison rejoint l'écurie au poste de directeur technique.
Les premiers Grands Prix montrent une écurie Mercedes moins à son avantage que les dernières saisons. En effet, la Scuderia Ferrari semble capable de rivaliser avec l'écurie allemande. Ainsi les victoires et les doublés se font moins nombreux qu'à l'habitude, et ce n'est qu'à l'issue du treizième Grand Prix de la saison, à Monza, que Lewis Hamilton parvient à se hisser en tête du championnat à l'issue d'une course où les Flèches d'Argent ont exercé une domination écrasante. Les bonnes performances (notamment deux pole positions et deux victoires) de son nouvel équipier Bottas permettent toutefois à Mercedes d'être un leader solide du championnat des constructeurs, mais pas aussi éclatant que les saisons précédentes au même stade.

Le 22 octobre 2017, Mercedes Grand Prix remporte le titre remis au constructeurs pour la quatrième année consécutive. La semaine suivante, Lewis Hamilton devient le premier pilote britannique à être sacré quatre fois champion du monde.

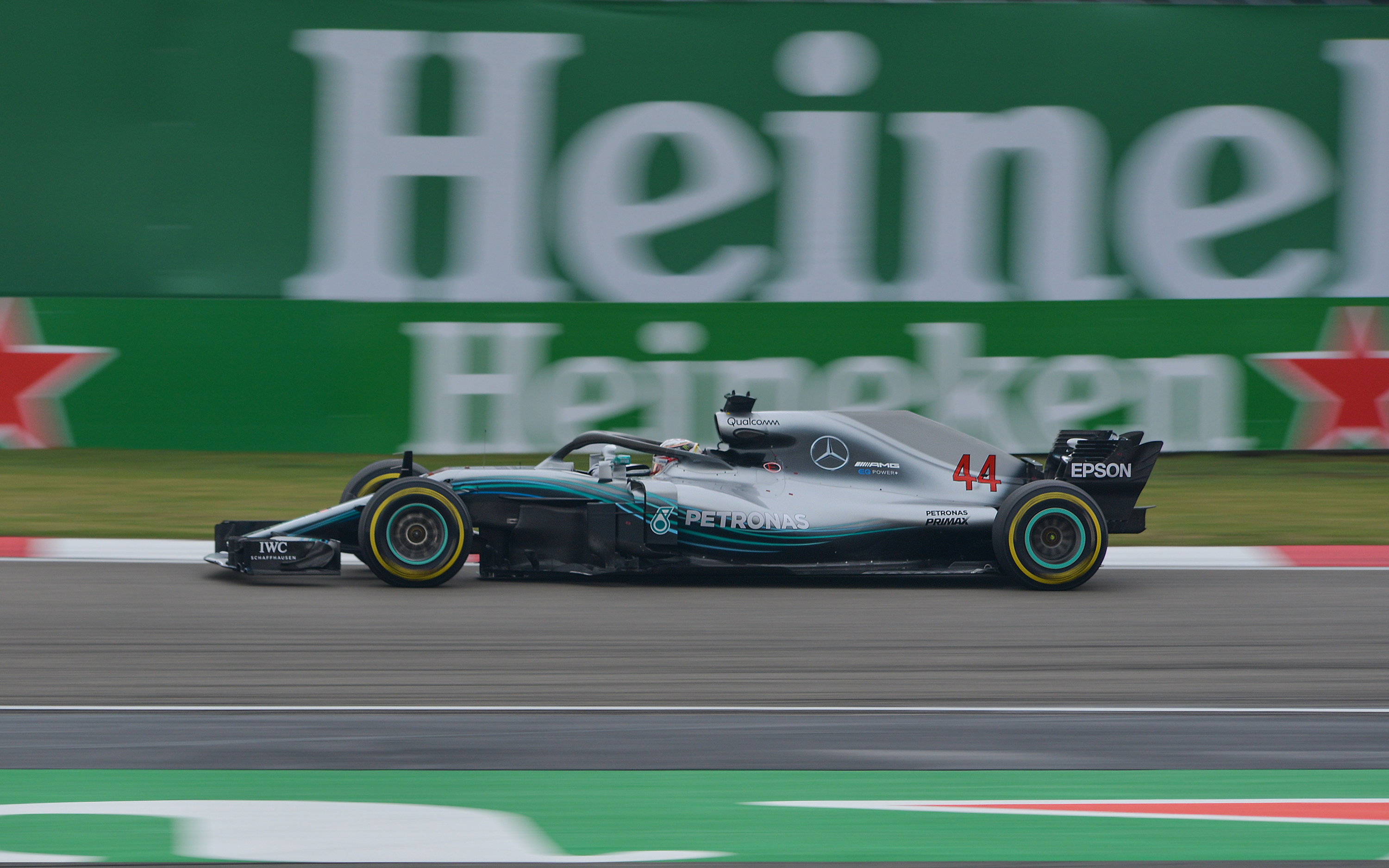
Lewis Hamilton lors des qualifications du Grand Prix de Chine 2018.

La poursuite du duel avec la Scuderia Ferrari, qui monte en puissance d'année en année, continue avec comme principal acteur Lewis Hamilton, qui marque plus de points pour l'écurie allemande que son coéquipier Valtteri Bottas, qui est distancé par son pilotage et par ses résultats irréguliers lors de certaines courses.
Le nombre de victoires durant cette saison est similaire par rapport à la saison précédente mais seul Bottas n'obtiendra aucune victoire contrairement à Hamilton qui amène les onze victoires de l'écurie allemande lui revient. L'écurie subit trois abandons durant cette saison : lors du Grand Prix d'Azerbaïdjan avec Bottas sur une crevaison en toute fin de course ; et un double abandon en Autriche, avec les deux pilotes touchés par des problèmes hydraulique et de pression d'essence.
Pour la deuxième partie de saison, l'écurie allemande a l'avantage par rapport à Ferrari, notamment en profitant des erreurs de Sebastian Vettel et des stratégies de l'équipe italienne, ce qui permet à Hamilton, lors du Grand Prix du Mexique, de devenir quintuple champion du monde et de rejoindre Juan Manuel Fangio dans la catégorie des pilotes ayant remporté cinq titres de champion du monde. Deux semaines plus tard, au Brésil, Mercedes Grand Prix remporte son cinquième titre de champion du monde des constructeurs consécutif.

### 2019: un record de cinq doublés pour commencer la saison

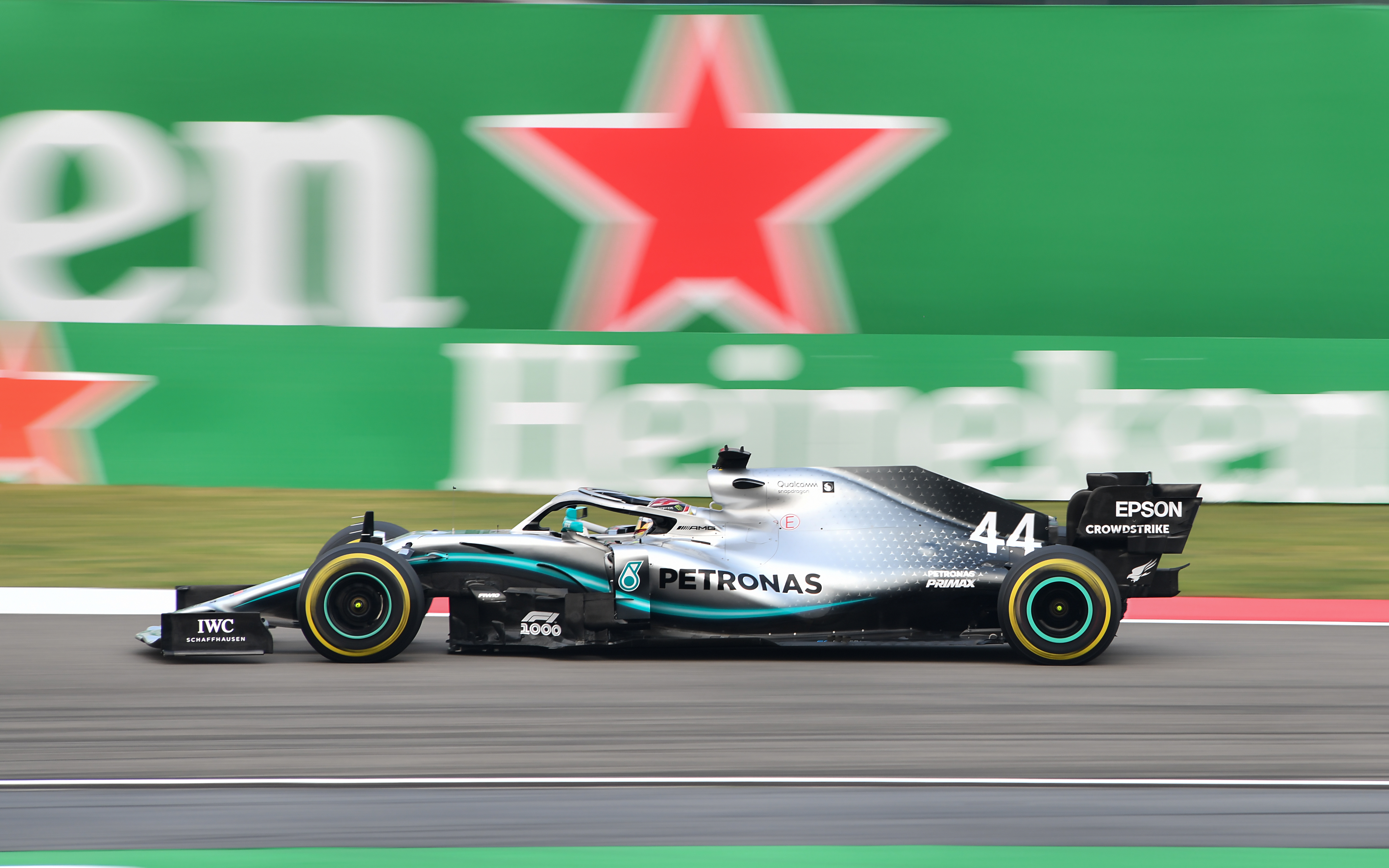
Lewis Hamilton au Grand Prix de Chine 2019

La saison 2019 commence parfaitement pour l'écurie allemande. En Australie, Lewis Hamilton en pole position, juste devant son coéquipier Valtteri Bottas, patine au départ et laisse échapper Bottas qui gagne en obtenant le meilleur tour ; le Britannique terminant second, Mercedes débute par un doublé pour la première fois depuis 2016. À Bahreïn, les Mercedes, en retrait face aux Ferrari, parties troisième et quatrième, profitent des problèmes moteur de Charles Leclerc et d'une sortie de piste de Sebastian Vettel : Hamilton remporte la course devant son coéquipier qui reste en tête du championnat. Ce second doublé en deux courses est une première depuis 1998 avec les McLaren de Mika Häkkinen et David Coulthard.
Pour le 1000e Grand Prix du championnat, en Chine, Bottas réalise la pole position devant Hamilton ; auteur d'un meilleur départ que son coéquipier, Hamilton mène toute la course, remporte l'épreuve devant ce dernier et récupère la tête du championnat. Il faut remonter vingt-sept ans en arrière pour retrouver une autre écurie ayant réussi trois doublés en ouverture de saison : Williams F1 Team avec Nigel Mansell et Riccardo Patrese. En Azerbaïdjan, Bottas réalise la pole position devant son coéquipier ; malgré un départ plus compliqué qu'Hamilton, le Finlandais reste en tête jusqu'à la fin et remporte sa deuxième course de la saison. En précédant son coéquipier, il lui subtilise la première place du championnat. Il s'agit de la quatrième fois que les deux Mercedes terminent aux deux premières places en autant de courses, une première en Formule 1.
En Espagne, les Mercedes monopolisent la première ligne et Bottas réalise sa troisième pole position consécutive. Hamilton prend le meilleur départ et devance son coéquipier à l'arrivée en plus de s'adjuger le meilleur tour, ce qui lui permet de reprendre la tête du championnat. Il s'agit du cinquième doublé consécutif des Flèches d'Argent, une performance record réalisée par la même écurie en 2014 et 2015 ainsi que par Ferrari en 1952 et 2002 mais jamais auparavant lors des cinq premières courses d'une saison. À Monaco, juste après la mort du directeur non-exécutif Niki Lauda, Hamilton obtient sa 85e pole position, devant Bottas ; malgré un mauvais choix de pneumatiques imposé par son écurie, le Britannique remporte sa 77e victoire tandis que Bottas, bien que percuté dans les stands par Max Verstappen, termine troisième.
Au Canada, Hamilton part second et Bottas sixième ; en course, le Britannique pousse Vettel à la faute au virage no 3 ; le pilote Ferrari passe dans l'herbe et revient sur la piste de manière dangereuse. Il est pénalisé de cinq secondes pour « retour en piste de manière dangereuse en forçant un pilote à sortir de la piste ». Hamilton est déclaré vainqueur après l'application de la pénalité. Bottas termine quatrième est s'adjuge le point bonus du meilleur tour en course. En France, les deux Mercedes, parties en première ligne, réalisent un doublé, Hamilton remportant une 79e victoire. En Autriche, lors des qualifications, Hamilton gène Kimi Räikkönen lors de son tour rapide en Q1 et est pénalisé d'un recul de trois places sur la grille ; il part quatrième, juste derrière Bottas. Les deux pilotes, en difficulté avec des surchauffes moteurs puis avec leurs pneus, terminent troisième et cinquième. En Grande-Bretagne, Bottas part en pole position devant son coéquipier qui remporte une nouvelle victoire. Pour le Grand Prix national de l'écurie, en dépit d'une bonne qualification, Bottas abandonne sur accident et Hamilton termine neuvième après avoir été pénalisé. En Hongrie, Hamilton et Bottas se qualifient en deuxième et troisième position. Au départ, Bottas touche Leclerc et abîme son aileron ; rappelé par son équipe pour le changer, il termine huitième. Hamilton, en lutte contre le pilote Red Bull Max Verstappen, remporte une nouvelle victoire grâce à une stratégie audacieuse de l'équipe qui l'arrête au 49e tour pour chausser des pneus medium.
Pour la seconde partie de la saison 2019, en Belgique et en Italie, les deux pilotes terminent en deuxième et troisième position. À Singapour, l'écurie allemande est en retrait face aux Ferrari, Hamilton et Bottas terminent quatrième et cinquième. En Russie, profitant de l'abandon de Sebastian Vettel et de la mauvaise stratégie de Leclerc, Hamilton remporte la course, juste devant son coéquipier. Au Japon, Bottas profite du mauvais départ de Vettel, bondit en première place et remporte la course tandis que Lewis Hamilton termine troisième. Au Mexique et aux États-Unis, l'écurie allemande remporte son sixième titre de champion des constructeurs et Hamilton est sacré pour la sixième fois. Au Brésil, Bottas abandonne sur casse moteur et Hamilton est pénalisé d'un recul de cinq secondes pour son dépassement raté sur Alexander Albon ; il se classe septième. Pour la dernière course de la saison à Abou Dabi, Hamilton réalise sa 88e pole position, devant Bottas qui part pourtant dernier à cause d'une pénalité. Hamilton remporte le 84e Grand Prix de sa carrière tandis que Bottas remonte à la quatrième place.
Mercedes remporte son sixième titre avec 739 points, Lewis Hamilton est sacré avec 413 points, devant Valtteri Bottas, avec 326 points.

### 2020: innovation et domination avec le DAS
Lors de la deuxième journée de tests de pré-saison à Barcelone, Mercedes inaugure le volant à double axe (Dual Axis Steering) qui permet au pilote, en le poussant ou en le tirant, de positionner les pneus avant de la voiture, lors des entrée et sortie de virage, de manière à garder les pneus à température optimale. L'équipe se déclare confiante sur la légalité de ce dispositif.

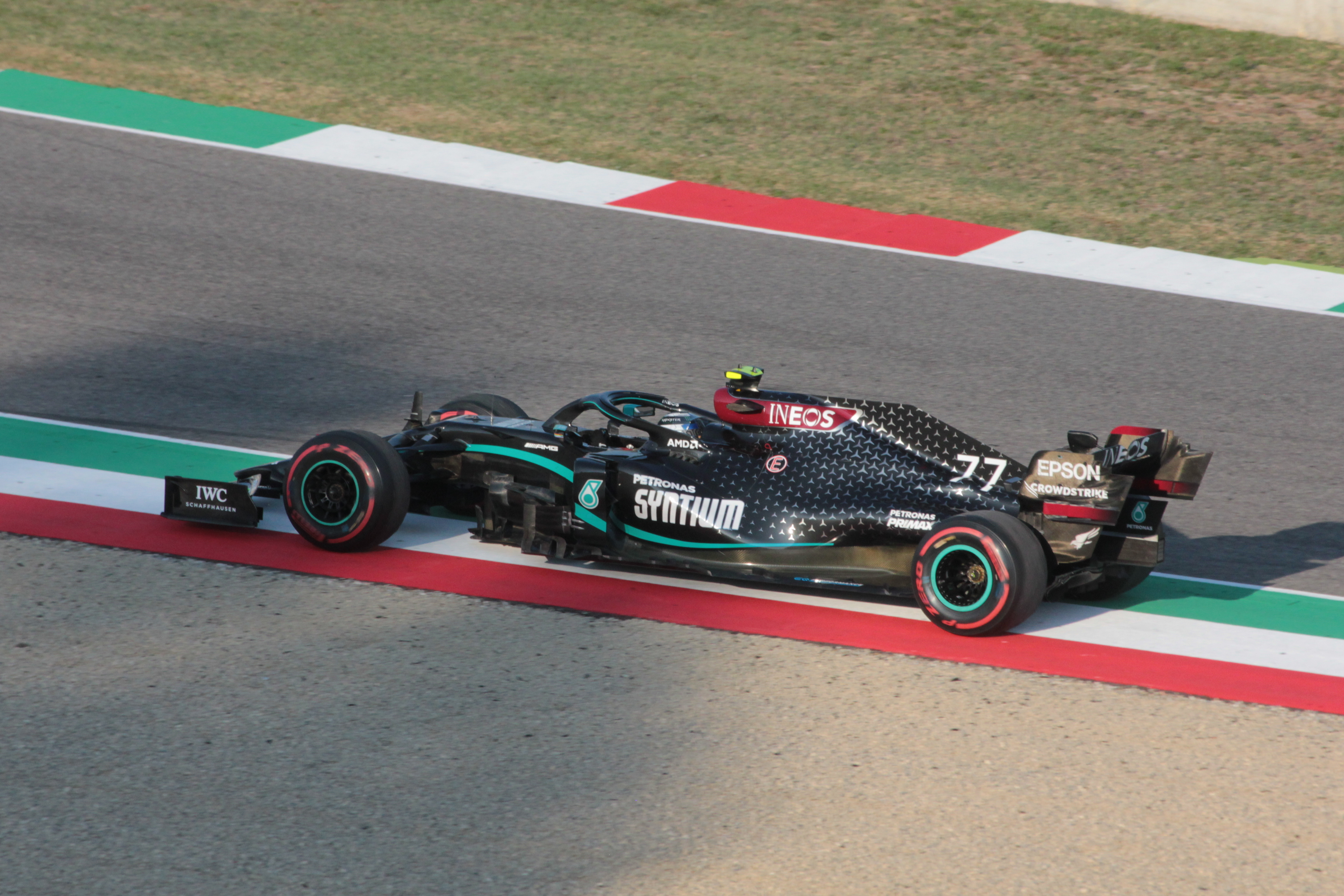
Valtteri Bottas, lors du Grand Prix de Toscane 2020, à bord de la Mercedes-AMG F1 W11.

En raison de la pandémie de Covid-19, la saison commence le 5 juillet en Autriche où Valtteri Bottas réalise la douzième pole position de sa carrière tandis que Lewis Hamilton part cinquième après avoir été pénalisé de trois places lors des qualifications ; Bottas, qui mène l'intégralité de la course, remporte la huitième victoire de sa carrière tandis qu'Hamilton, deuxième sous le drapeau à damier, est pénalisé de cinq secondes pour avoir accroché Alexander Albon et termine quatrième. Une semaine plus tard, sur le même circuit pour le Grand Prix de Styrie, Hamilton réalise sa quatre-vingt-neuvième pole position tandis que Bottas part quatrième. En tête pendant la majeure partie de la course, Hamilton gagne son quatre-vingt-cinquième Grand Prix ; la deuxième place de Bottas permet à Mercedes d'obtenir son premier doublé de la saison.
En Hongrie, où les Mercedes partent en première ligne, Hamilton remporte sa quatre-vingt-sixième victoire et égale le record de Michael Schumacher de huit succès sur le même circuit, tandis que Bottas, après un mauvais départ, remonte à la troisième place. À Portimao, Hamilton bat le record de Schumacher en remportant son 92e Grand Prix.
Un nouveau doublé, lors du Grand Prix d’Émilie-Romagne, permet à Mercedes d'obtenir son septième titre consécutif ; en Turquie, Lewis Hamilton remporte son septième championnat du monde de Formule 1. Il obtient sa 98e pole position et sa 95e victoire lors du Grand Prix de Bahreïn marqué par le terrifiant accident de Romain Grosjean. Avec une 115e victoire, l'écurie allemande devance désormais Williams F1 Team.
Le 1er décembre 2020, Lewis Hamilton déclare forfait au Grand Prix de Sakhir à la suite d’un test Covid positif ; il est remplacé par George Russell (pilote automobile), pilote de l'écurie britannique Williams F1 Team,. Bottas réalise la seizième pole position de sa carrière devant Russell qui obtient sa meilleure qualification ; en course, l'écurie, qui tente un double changement de pneumatiques, confonds les gommes de ses pilotes qui terminent huitième et neuvième. Deuxième et troisième au départ de la dernière course de la saison, Bottas et Hamilton terminent aux mêmes positions, derrière le vainqueur Max Verstappen.
Mercedes remporte son septième titre avec 573 points, Lewis Hamilton est sacré avec 347 points, devant Valtteri Bottas, avec 223 points. Le 18 décembre, Mercedes annonce une restructuration de son actionnariat, avec une plus grande participation de Toto Wolff et d'Ineos, commanditaire de l'écurie depuis le début de l'année, tandis que Daimler, la maison-mère, réduit son engagement. Daimler, Wolf (qui demeure à la tête de la structure trois années supplémentaires) et Ineos détiennent désormais chacun soit un tiers des parts,,.

### 2021

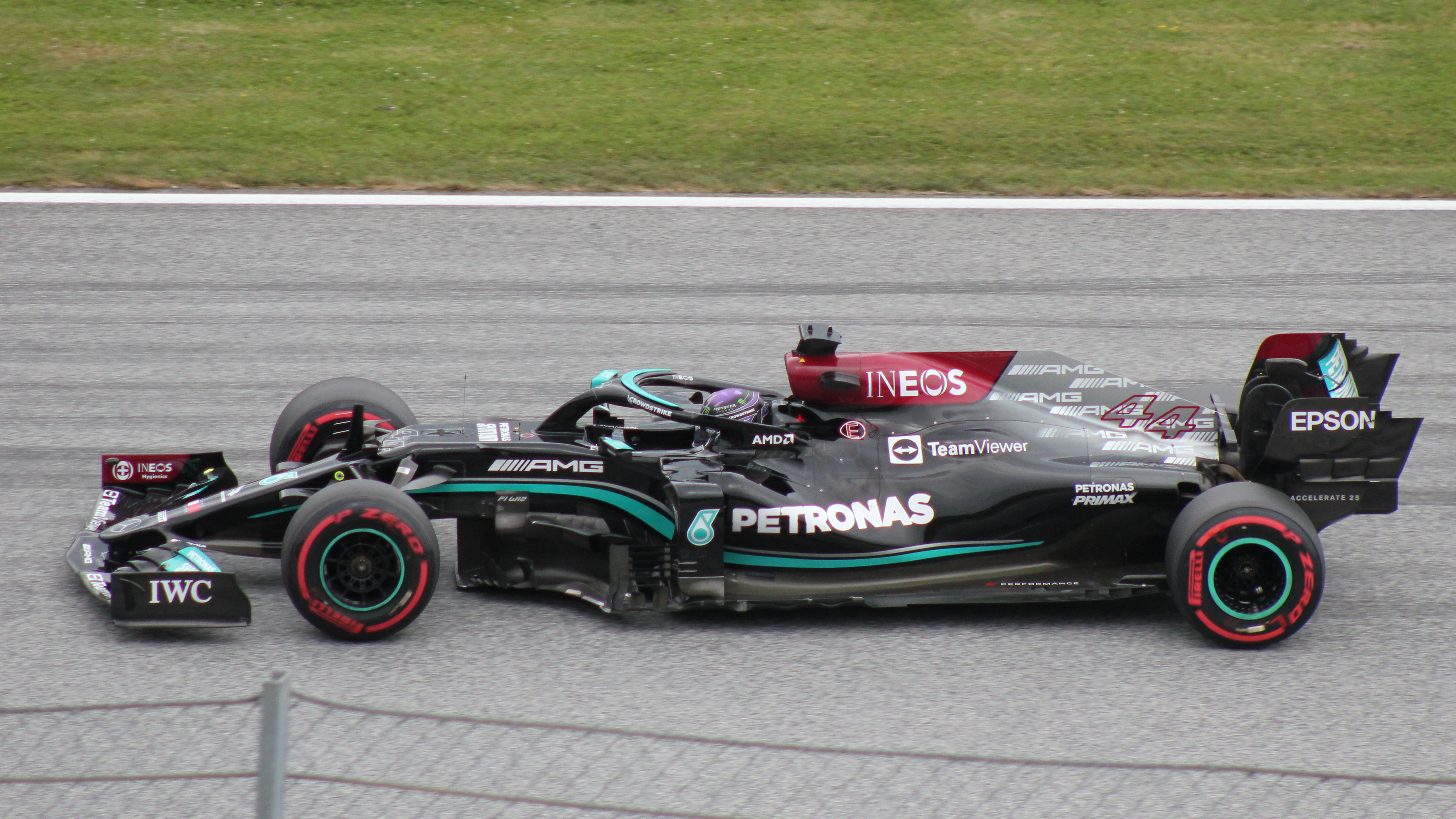
Lewis Hamilton au volant de sa Mercedes W12 lors du Grand Prix automobile d'Autriche 2021.

Le 8 février 2021, Mercedes annonce la prolongation du contrat de Lewis Hamilton pour la saison 2021, toujours aux côtés de Valtteri Bottas. Le 26 mars 2021, l'écurie confirme le pilote Esteban Gutiérrez en tant qu'ambassadeur de Mercedes ; il continuera d'assister aux weekends de course et aux événements promotionnels de l'écurie.
Pour la première course de la saison, à Bahreïn, Lewis Hamilton et Valtteri Bottas prennent les deuxième et troisième positions en qualifications ; Hamilton est à presque quatre dixièmes de seconde de la pole position de Max Verstappen. En course, la bonne stratégie de l'écurie allemande permet à Hamilton de remporter sa 96e victoire après un duel avec Verstappen dans les derniers tours de la course, le Néerlandais le laissant repasser en tête après l'avoir dépassé en dehors des limites de la piste ; Bottas termine troisième. À Imola, Lewis Hamilton réalise la pole position quand son coéquipier se place huitième.

### 2022

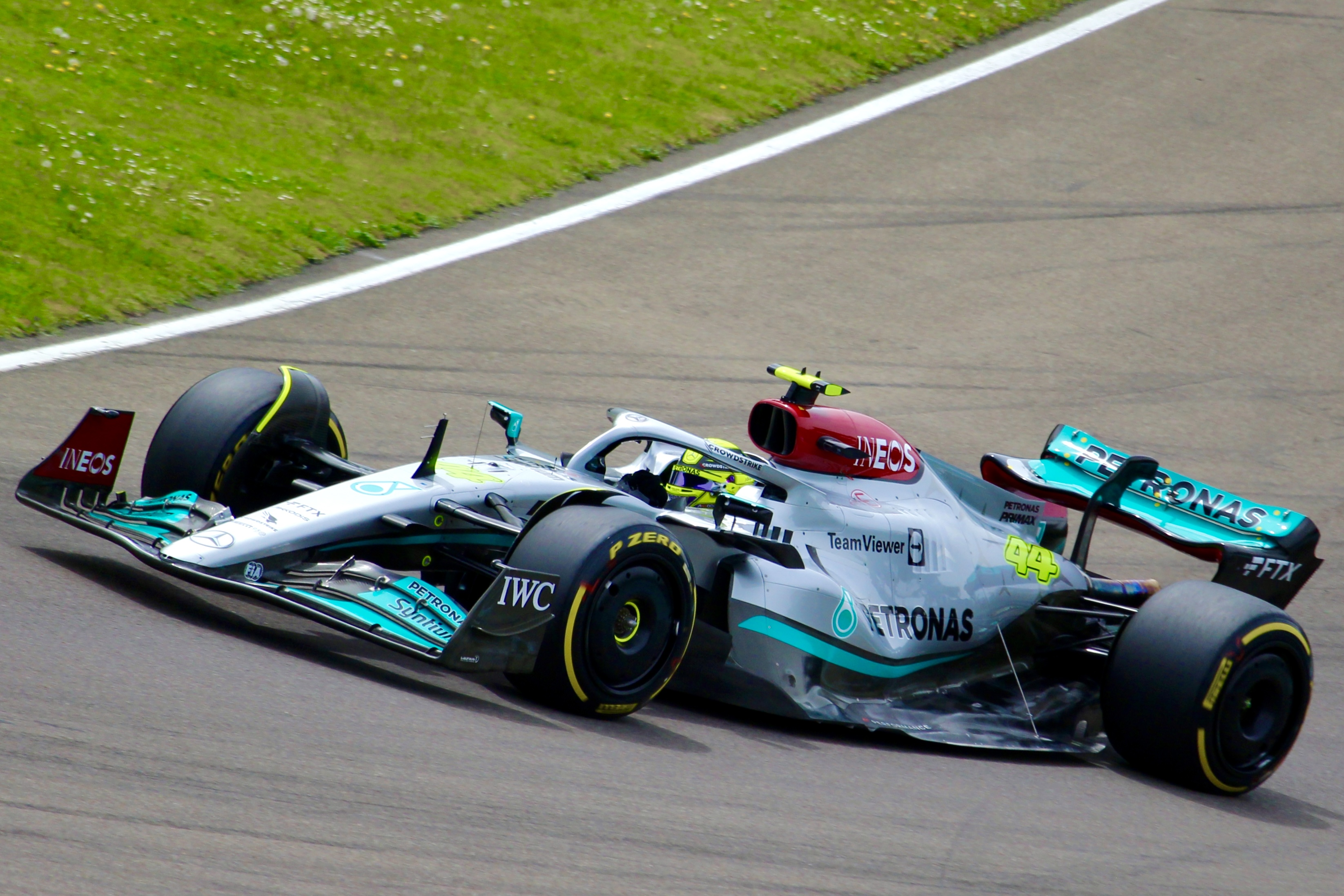
Lewis Hamilton au volant de sa Mercedes W13 lors du Grand Prix automobile d'Émilie-Romagne 2022.

En 2022, Mercedes change de pilote et annonce la venue de George Russell qui courait alors chez Williams. Néanmoins, la voiture souffre beaucoup des nouveaux règlements techniques en adoptant un concept sans ponton. L'écurie se plaint beaucoup de marsouinage et peine à marquer des gros points. Ils terminent la saison avec une seule victoire inscrite au Brésil par George Russell devant Lewis Hamilton. Ils terminent troisième du championnat des constructeurs derrière Ferrari et Red Bull.

## Résultats en championnat du monde de Formule 1
| Saison                                           | Écurie                           | Châssis    | Moteur                    | Pneumatiques | Pilotes                                                                             | Grands Prix disputés | Pole positions | Meilleurs tours | Victoires | Points inscrits | Classement |
| ------------------------------------------------ | -------------------------------- | ---------- | ------------------------- | ------------ | ----------------------------------------------------------------------------------- | -------------------- | -------------- | --------------- | --------- | --------------- | ---------- |
| 1954                                             | Daimler-Benz                     | W196 W196s | Mercedes L8               | Continental  | Juan Manuel Fangio Karl Kling Hans Herrmann Hermann Lang                            | 6                    | 4              | 4               | 4         | 54              | -          |
| 1955                                             | Daimler-Benz                     | W196 W196s | Mercedes L8               | Continental  | Juan Manuel Fangio Karl Kling Hans Herrmann Stirling Moss Piero Taruffi André Simon | 6                    | 4              | 5               | 5         | 78              | -          |
| 1956-2009 : l'écurie est absente de la Formule 1 |                                  |            |                           |              |                                                                                     |                      |                |                 |           |                 |            |
| 2010                                             | Mercedes GP Petronas F1 Team     | W01        | Mercedes V8               | Bridgestone  | Michael Schumacher Nico Rosberg                                                     | 19                   | 0              | 0               | 0         | 214             | 4e         |
| 2011                                             | Mercedes GP Petronas F1 Team     | W02        | Mercedes V8               | Pirelli      | Michael Schumacher Nico Rosberg                                                     | 19                   | 0              | 0               | 0         | 165             | 4e         |
| 2012                                             | Mercedes AMG Petronas F1 Team    | W03        | Mercedes V8               | Pirelli      | Michael Schumacher Nico Rosberg                                                     | 20                   | 1              | 3               | 1         | 142             | 5e         |
| 2013                                             | Mercedes AMG Petronas F1 Team    | W04        | Mercedes V8               | Pirelli      | Nico Rosberg Lewis Hamilton                                                         | 19                   | 8              | 1               | 3         | 360             | 2e         |
| 2014                                             | Mercedes AMG Petronas F1 Team    | W05        | Mercedes V6 turbo hybride | Pirelli      | Lewis Hamilton Nico Rosberg                                                         | 19                   | 18             | 12              | 16        | 701             | Champion   |
| 2015                                             | Mercedes AMG Petronas F1 Team    | W06        | Mercedes V6 turbo hybride | Pirelli      | Lewis Hamilton Nico Rosberg                                                         | 19                   | 18             | 13              | 16        | 703             | Champion   |
| 2016                                             | Mercedes AMG Petronas F1 Team    | W07        | Mercedes V6 turbo hybride | Pirelli      | Lewis Hamilton Nico Rosberg                                                         | 21                   | 20             | 9               | 19        | 765             | Champion   |
| 2017                                             | Mercedes AMG Petronas Motorsport | W08        | Mercedes V6 turbo hybride | Pirelli      | Lewis Hamilton Valtteri Bottas                                                      | 20                   | 15             | 9               | 12        | 668             | Champion   |
| 2018                                             | Mercedes-AMG Petronas Motorsport | W09        | Mercedes V6 turbo hybride | Pirelli      | Lewis Hamilton Valtteri Bottas                                                      | 21                   | 13             | 6               | 11        | 655             | Champion   |
| 2019                                             | Mercedes-AMG Petronas Motorsport | W10        | Mercedes V6 turbo hybride | Pirelli      | Lewis Hamilton Valtteri Bottas                                                      | 21                   | 10             | 9               | 15        | 739             | Champion   |
| 2020                                             | Mercedes-AMG Petronas F1 Team    | W11        | Mercedes V6 turbo hybride | Pirelli      | Lewis Hamilton Valtteri Bottas                                                      | 17                   | 14             | 9               | 13        | 573             | Champion   |
| 2021                                             | Mercedes-AMG Petronas F1 Team    | W12        | Mercedes V6 turbo hybride | Pirelli      | Lewis Hamilton Valtteri Bottas                                                      | 22                   | 9              | 11              | 9         | 613,5           | Champion   |
| 2022                                             | Mercedes-AMG Petronas F1 Team    | W13        | Mercedes V6 turbo hybride | Pirelli      | Lewis Hamilton George Russell                                                       | 22                   | 1              | 6               | 1         | 515             | 3e         |
| 2023                                             | Mercedes-AMG Petronas F1 Team    | W14        | Mercedes V6 turbo hybride | Pirelli      | George Russell Lewis Hamilton                                                       | 22                   | 1              | 5               | 0         | 409             | 2e         |
| 2024                                             | Mercedes-AMG Petronas F1 Team    | W15        | Mercedes V6 turbo hybride | Pirelli      | George Russell Lewis Hamilton                                                       | 23                   | 4              | 4               | 4         | 446             | 4e         |
| 2025                                             | Mercedes-AMG Petronas F1 Team    | W16        | Mercedes V6 turbo hybride | Pirelli      | George Russell Kimi Antonelli                                                       | 14                   | 1              | 4               | 1         | 236             | 3e         |

| Saison | Écurie                           | Châssis                                | Moteur                                       | Pneus | Pilotes               | Courses | Courses | Courses | Courses | Courses | Courses | Courses | Courses | Courses | Courses | Courses | Courses | Courses | Courses | Courses | Courses | Courses | Courses | Courses | Courses | Courses | Courses | Courses | Courses | Points inscrits | Classement |  |  |
| Saison | Écurie                           | Châssis                                | Moteur                                       | Pneus | Pilotes               | 1       | 2       | 3       | 4       | 5       | 6       | 7       | 8       | 9       | 10      | 11      | 12      | 13      | 14      | 15      | 16      | 17      | 18      | 19      | 20      | 21      | 22      | 23      | 24      | Points inscrits | Classement |  |  |
| ------ | -------------------------------- | -------------------------------------- | -------------------------------------------- | ----- | --------------------- | ------- | ------- | ------- | ------- | ------- | ------- | ------- | ------- | ------- | ------- | ------- | ------- | ------- | ------- | ------- | ------- | ------- | ------- | ------- | ------- | ------- | ------- | ------- | ------- | --------------- | ---------- |  |  |
| 1954   | Daimler-Benz                     | Mercedes-Benz W196 Mercedes-Benz W196s | Mercedes L8 M196                             | C     |                       | ARG     | 500     | BEL     | FRA     | GBR     | ALL     | SUI     | ITA     | ESP     |         |         |         |         |         |         |         |         |         |         |         |         |         |         |         | 54              | -          |  |  |
| 1954   | Daimler-Benz                     | Mercedes-Benz W196 Mercedes-Benz W196s | Mercedes L8 M196                             | C     | Juan Manuel Fangio    |         |         |         | 1er     | 4e      | 1er     | 1er     | 1er     | 3e      |         |         |         |         |         |         |         |         |         |         |         |         |         |         |         | 54              | -          |  |  |
| 1954   | Daimler-Benz                     | Mercedes-Benz W196 Mercedes-Benz W196s | Mercedes L8 M196                             | C     | Karl Kling            |         |         |         | 2e      | 7e      | 4e      | Abd     | Abd     | 5e      |         |         |         |         |         |         |         |         |         |         |         |         |         |         |         | 54              | -          |  |  |
| 1954   | Daimler-Benz                     | Mercedes-Benz W196 Mercedes-Benz W196s | Mercedes L8 M196                             | C     | Hans Herrmann         |         |         |         | Abd     |         | Abd     | 3e      | 4e      | Abd     |         |         |         |         |         |         |         |         |         |         |         |         |         |         |         | 54              | -          |  |  |
| 1954   | Daimler-Benz                     | Mercedes-Benz W196 Mercedes-Benz W196s | Mercedes L8 M196                             | C     | Hermann Lang          |         |         |         |         |         | Abd     |         |         |         |         |         |         |         |         |         |         |         |         |         |         |         |         |         |         | 54              | -          |  |  |
| 1955   | Daimler-Benz                     | Mercedes-Benz W196 Mercedes-Benz W196s | Mercedes L8 M196                             | C     |                       | ARG     | MON     | 500     | P-B     | BEL     | GBR     | ITA     |         |         |         |         |         |         |         |         |         |         |         |         |         |         |         |         |         | 78              | -          |  |  |
| 1955   | Daimler-Benz                     | Mercedes-Benz W196 Mercedes-Benz W196s | Mercedes L8 M196                             | C     | Juan Manuel Fangio    | 1re     | Abd     |         | 1er     | 1er     | 2e      | 1er     |         |         |         |         |         |         |         |         |         |         |         |         |         |         |         |         |         | 78              | -          |  |  |
| 1955   | Daimler-Benz                     | Mercedes-Benz W196 Mercedes-Benz W196s | Mercedes L8 M196                             | C     | Karl Kling            | 4e†     |         |         | Abd     | Abd     | 3e      | Abd     |         |         |         |         |         |         |         |         |         |         |         |         |         |         |         |         |         | 78              | -          |  |  |
| 1955   | Daimler-Benz                     | Mercedes-Benz W196 Mercedes-Benz W196s | Mercedes L8 M196                             | C     | Hans Herrmann         | 4e†     | Nq      |         |         |         |         |         |         |         |         |         |         |         |         |         |         |         |         |         |         |         |         |         |         | 78              | -          |  |  |
| 1955   | Daimler-Benz                     | Mercedes-Benz W196 Mercedes-Benz W196s | Mercedes L8 M196                             | C     | Stirling Moss         | 4e†     | 9e      |         | 2e      | 2e      | 1er     | Abd     |         |         |         |         |         |         |         |         |         |         |         |         |         |         |         |         |         | 78              | -          |  |  |
| 1955   | Daimler-Benz                     | Mercedes-Benz W196 Mercedes-Benz W196s | Mercedes L8 M196                             | C     | André Simon           |         | Abd     |         |         |         |         |         |         |         |         |         |         |         |         |         |         |         |         |         |         |         |         |         |         | 78              | -          |  |  |
| 1955   | Daimler-Benz                     | Mercedes-Benz W196 Mercedes-Benz W196s | Mercedes L8 M196                             | C     | Piero Taruffi         |         |         |         |         |         | 4e      | 2e      |         |         |         |         |         |         |         |         |         |         |         |         |         |         |         |         |         | 78              | -          |  |  |
| 2010   | Mercedes GP Petronas F1 Team     | Mercedes-Benz MGP W01                  | Mercedes V8 F0 108X                          | B     |                       | BAH     | AUS     | MAL     | CHN     | ESP     | MON     | TUR     | CAN     | EUR     | GBR     | ALL     | HON     | BEL     | ITA     | SIN     | JAP     | COR     | BRÉ     | ABU     |         |         |         |         |         | 214             | 4e         |  |  |
| 2010   | Mercedes GP Petronas F1 Team     | Mercedes-Benz MGP W01                  | Mercedes V8 F0 108X                          | B     | Michael Schumacher    | 6e      | 10e     | Abd     | 10e     | 4e      | 12e     | 4e      | 11e     | 15e     | 9e      | 9e      | 11e     | 7e      | 9e      | 13e     | 6e      | 4e      | 7e      | Abd     |         |         |         |         |         | 214             | 4e         |  |  |
| 2010   | Mercedes GP Petronas F1 Team     | Mercedes-Benz MGP W01                  | Mercedes V8 F0 108X                          | B     | Nico Rosberg          | 5e      | 5e      | 3e      | 3e      | 13e     | 7e      | 5e      | 6e      | 10e     | 3e      | 8e      | Abd     | 6e      | 5e      | 5e      | 17e*    | Abd     | 6e      | 4e      |         |         |         |         |         | 214             | 4e         |  |  |
| 2011   | Mercedes GP Petronas F1 Team     | Mercedes-Benz MGP W02                  | Mercedes V8 FO 108Y                          | P     |                       | AUS     | MAL     | CHN     | TUR     | ESP     | MON     | CAN     | EUR     | GBR     | ALL     | HON     | BEL     | ITA     | SIN     | JAP     | COR     | IND     | ABU     | BRÉ     |         |         |         |         |         | 165             | 4e         |  |  |
| 2011   | Mercedes GP Petronas F1 Team     | Mercedes-Benz MGP W02                  | Mercedes V8 FO 108Y                          | P     | Michael Schumacher    | Abd     | 9e      | 8e      | 12e     | 6e      | Abd     | 4e      | 17e     | 9e      | 8e      | Abd     | 5e      | 5e      | Abd     | 6e      | Abd     | 5e      | 7e      | 15e     |         |         |         |         |         | 165             | 4e         |  |  |
| 2011   | Mercedes GP Petronas F1 Team     | Mercedes-Benz MGP W02                  | Mercedes V8 FO 108Y                          | P     | Nico Rosberg          | Abd     | 12e     | 5e      | 5e      | 7e      | 11e     | 11e     | 7e      | 6e      | 7e      | 9e      | 6e      | Abd     | 6e      | 10e     | 8e      | 6e      | 6e      | 7e      |         |         |         |         |         | 165             | 4e         |  |  |
| 2012   | Mercedes AMG Petronas F1 Team    | Mercedes AMG F1 W03                    | Mercedes V8 FO 108Z                          | P     |                       | AUS     | MAL     | CHN     | BAH     | ESP     | MON     | CAN     | EUR     | GBR     | ALL     | HON     | BEL     | ITA     | SIN     | JAP     | COR     | IND     | ABU     | USA     | BRÉ     |         |         |         |         | 142             | 5e         |  |  |
| 2012   | Mercedes AMG Petronas F1 Team    | Mercedes AMG F1 W03                    | Mercedes V8 FO 108Z                          | P     | Michael Schumacher    | Abd     | 10e     | Abd     | 10e     | Abd     | Abd     | Abd     | 3e      | 7e      | 7e      | Abd     | 7e      | 6e      | Abd     | 11e     | 13e     | 22e*    | 11e     | 16e     | 7e      |         |         |         |         | 142             | 5e         |  |  |
| 2012   | Mercedes AMG Petronas F1 Team    | Mercedes AMG F1 W03                    | Mercedes V8 FO 108Z                          | P     | Nico Rosberg          | 12e     | 13e     | 1er     | 5e      | 7e      | 2e      | 6e      | 6e      | 15e     | 10e     | 10e     | 11e     | 7e      | 5e      | Abd     | Abd     | 11e     | Abd     | 13e     | 15e     |         |         |         |         | 142             | 5e         |  |  |
| 2013   | Mercedes AMG Petronas F1 Team    | Mercedes AMG F1 W04                    | Mercedes V8 FO 108F                          | P     |                       | AUS     | MAL     | CHN     | BAH     | ESP     | MON     | CAN     | GBR     | ALL     | HON     | BEL     | ITA     | SIN     | COR     | JAP     | IND     | ABU     | USA     | BRÉ     |         |         |         |         |         | 360             | 2e         |  |  |
| 2013   | Mercedes AMG Petronas F1 Team    | Mercedes AMG F1 W04                    | Mercedes V8 FO 108F                          | P     | Nico Rosberg          | Abd     | 4e      | Abd     | 9e      | 6e      | 1er     | 5e      | 1er     | 9e      | 19e*    | 4e      | 6e      | 4e      | 7e      | 8e      | 2e      | 3e      | 9e      | 5e      |         |         |         |         |         | 360             | 2e         |  |  |
| 2013   | Mercedes AMG Petronas F1 Team    | Mercedes AMG F1 W04                    | Mercedes V8 FO 108F                          | P     | Lewis Hamilton        | 5e      | 3e      | 3e      | 5e      | 12e     | 4e      | 3e      | 4e      | 5e      | 1er     | 3e      | 9e      | 5e      | 5e      | Abd     | 6e      | 7e      | 4e      | 9e      |         |         |         |         |         | 360             | 2e         |  |  |
| 2014   | Mercedes AMG Petronas F1 Team    | Mercedes AMG F1 W05                    | Mercedes V6 turbo hybride PU106A             | P     |                       | AUS     | MAL     | BAH     | CHN     | ESP     | MON     | CAN     | AUT     | GBR     | ALL     | HON     | BEL     | ITA     | SIN     | JPN     | RUS     | USA     | BRE     | ABU     |         |         |         |         |         | 701             | Champion   |  |  |
| 2014   | Mercedes AMG Petronas F1 Team    | Mercedes AMG F1 W05                    | Mercedes V6 turbo hybride PU106A             | P     | Nico Rosberg          | 1er     | 2e      | 2e      | 2e      | 2e      | 1er     | 2e      | 1er     | Abd     | 1er     | 4e      | 2e      | 2e      | Abd     | 2e      | 2e      | 2e      | 1er     | 14e     |         |         |         |         |         | 701             | Champion   |  |  |
| 2014   | Mercedes AMG Petronas F1 Team    | Mercedes AMG F1 W05                    | Mercedes V6 turbo hybride PU106A             | P     | Lewis Hamilton        | Abd     | 1er     | 1er     | 1er     | 1er     | 2e      | Abd     | 2e      | 1er     | 3e      | 3e      | Abd     | 1er     | 1er     | 1er     | 1er     | 1er     | 2e      | 1er     |         |         |         |         |         | 701             | Champion   |  |  |
| 2015   | Mercedes AMG Petronas F1 Team    | Mercedes AMG F1 W06 Hybrid             | Mercedes V6 turbo hybride PU106B             | P     |                       | AUS     | MAL     | CHN     | BAH     | ESP     | MON     | CAN     | AUT     | GBR     | HON     | BEL     | ITA     | SIN     | JAP     | RUS     | USA     | MEX     | BRÉ     | ABU     |         |         |         |         |         | 703             | Champion   |  |  |
| 2015   | Mercedes AMG Petronas F1 Team    | Mercedes AMG F1 W06 Hybrid             | Mercedes V6 turbo hybride PU106B             | P     | Nico Rosberg          | 2e      | 3e      | 2e      | 3e      | 1er     | 1er     | 2e      | 1er     | 2e      | 8e      | 2e      | 17e*    | 4e      | 2e      | Abd     | 2e      | 1er     | 1er     | 1er     |         |         |         |         |         | 703             | Champion   |  |  |
| 2015   | Mercedes AMG Petronas F1 Team    | Mercedes AMG F1 W06 Hybrid             | Mercedes V6 turbo hybride PU106B             | P     | Lewis Hamilton        | 1er     | 2e      | 1er     | 1er     | 2e      | 3e      | 1er     | 2e      | 1er     | 6e      | 1er     | 1er     | Abd     | 1er     | 1er     | 1er     | 2e      | 2e      | 2e      |         |         |         |         |         | 703             | Champion   |  |  |
| 2016   | Mercedes AMG Petronas F1 Team    | Mercedes AMG F1 W07 Hybrid             | Mercedes V6 turbo hybride PU106C             | P     |                       | AUS     | BAH     | CHN     | RUS     | ESP     | MON     | CAN     | EUR     | AUT     | GBR     | HON     | ALL     | BEL     | ITA     | SIN     | MAL     | JAP     | USA     | MEX     | BRÉ     | ABU     |         |         |         | 765             | Champion   |  |  |
| 2016   | Mercedes AMG Petronas F1 Team    | Mercedes AMG F1 W07 Hybrid             | Mercedes V6 turbo hybride PU106C             | P     | Nico Rosberg          | 1er     | 1er     | 1er     | 1er     | Abd     | 7e      | 5e      | 1er     | 4e      | 3e      | 2e      | 4e      | 1er     | 1er     | 1er     | 3e      | 1er     | 2e      | 2e      | 2e      | 2e      |         |         |         | 765             | Champion   |  |  |
| 2016   | Mercedes AMG Petronas F1 Team    | Mercedes AMG F1 W07 Hybrid             | Mercedes V6 turbo hybride PU106C             | P     | Lewis Hamilton        | 2e      | 3e      | 7e      | 2e      | Abd     | 1er     | 1er     | 5e      | 1er     | 1er     | 1er     | 1er     | 3e      | 2e      | 3e      | Abd     | 3e      | 1er     | 1er     | 1er     | 1er     |         |         |         | 765             | Champion   |  |  |
| 2017   | Mercedes AMG Petronas Motorsport | Mercedes AMG F1 W08 EQ Power+          | Mercedes V6 turbo hybride M08 EQ Power+      | P     |                       | AUS     | CHN     | BAH     | RUS     | ESP     | MON     | CAN     | AZE     | AUT     | GBR     | HON     | BEL     | ITA     | SIN     | MAL     | JPN     | USA     | MEX     | BRE     | ABU     |         |         |         |         | 668             | Champion   |  |  |
| 2017   | Mercedes AMG Petronas Motorsport | Mercedes AMG F1 W08 EQ Power+          | Mercedes V6 turbo hybride M08 EQ Power+      | P     | Lewis Hamilton        | 2e      | 1er     | 2e      | 4e      | 1er     | 7e      | 1er     | 5e      | 4e      | 1er     | 4e      | 1er     | 1er     | 1er     | 2e      | 1er     | 1er     | 9e      | 4e      | 2e      |         |         |         |         | 668             | Champion   |  |  |
| 2017   | Mercedes AMG Petronas Motorsport | Mercedes AMG F1 W08 EQ Power+          | Mercedes V6 turbo hybride M08 EQ Power+      | P     | Valtteri Bottas       | 3e      | 6e      | 3e      | 1er     | Abd     | 4e      | 2e      | 2e      | 1er     | 2e      | 3e      | 5e      | 2e      | 3e      | 5e      | 4e      | 5e      | 2e      | 2e      | 1er     |         |         |         |         | 668             | Champion   |  |  |
| 2018   | Mercedes AMG Petronas Motorsport | Mercedes-AMG F1 W09 EQ Power+          | Mercedes V6 turbo hybride M09 EQ Power+      | P     |                       | AUS     | BAH     | CHN     | AZE     | ESP     | MON     | CAN     | FRA     | AUT     | GBR     | ALL     | HON     | BEL     | ITA     | SIN     | RUS     | JPN     | USA     | MEX     | BRE     | ABU     |         |         |         | 655             | Champion   |  |  |
| 2018   | Mercedes AMG Petronas Motorsport | Mercedes-AMG F1 W09 EQ Power+          | Mercedes V6 turbo hybride M09 EQ Power+      | P     | Lewis Hamilton        | 2e      | 3e      | 4e      | 1er     | 1er     | 3e      | 5e      | 1er     | Abd     | 2e      | 1er     | 1er     | 2e      | 1er     | 1er     | 1er     | 1er     | 3e      | 4e      | 1er     | 1er     |         |         |         | 655             | Champion   |  |  |
| 2018   | Mercedes AMG Petronas Motorsport | Mercedes-AMG F1 W09 EQ Power+          | Mercedes V6 turbo hybride M09 EQ Power+      | P     | Valtteri Bottas       | 8e      | 2e      | 2e      | 14e*    | 2e      | 5e      | 2e      | 7e      | Abd     | 4e      | 2e      | 5e      | 4e      | 3e      | 4e      | 2e      | 2e      | 5e      | 5e      | 5e      | 5e      |         |         |         | 655             | Champion   |  |  |
| 2019   | Mercedes AMG Petronas Motorsport | Mercedes-AMG F1 W10 EQ Power+          | Mercedes V6 turbo hybride M10 EQ Power+      | P     |                       | AUS     | BAH     | CHN     | AZE     | ESP     | MON     | CAN     | FRA     | AUT     | GBR     | ALL     | HON     | BEL     | ITA     | SIN     | RUS     | JPN     | MEX     | USA     | BRE     | ABU     |         |         |         | 739             | Champion   |  |  |
| 2019   | Mercedes AMG Petronas Motorsport | Mercedes-AMG F1 W10 EQ Power+          | Mercedes V6 turbo hybride M10 EQ Power+      | P     | Lewis Hamilton        | 2e      | 1er     | 1er     | 2e      | 1er     | 1er     | 1er     | 1er     | 5e      | 1er     | 9e      | 1er     | 2e      | 3e      | 4e      | 1er     | 3e      | 1er     | 2e      | 7e      | 1er     |         |         |         | 739             | Champion   |  |  |
| 2019   | Mercedes AMG Petronas Motorsport | Mercedes-AMG F1 W10 EQ Power+          | Mercedes V6 turbo hybride M10 EQ Power+      | P     | Valtteri Bottas       | 1er     | 2e      | 2e      | 1er     | 2e      | 3e      | 4e      | 2e      | 3e      | 2e      | Abd     | 8e      | 3e      | 2e      | 5e      | 2e      | 1er     | 3e      | 1er     | Abd     | 4e      |         |         |         | 739             | Champion   |  |  |
| 2020   | Mercedes-AMG Petronas F1 Team    | Mercedes-AMG F1 W11 EQ Performance     | Mercedes V6 turbo hybride M11 EQ Performance | P     |                       | AUT     | STY     | HON     | GBR     | 70e     | ESP     | BEL     | ITA     | TOS     | RUS     | EIF     | POR     | EMI     | TUR     | BAH     | SAK     | ABU     |         |         |         |         |         |         |         | 573             | Champion   |  |  |
| 2020   | Mercedes-AMG Petronas F1 Team    | Mercedes-AMG F1 W11 EQ Performance     | Mercedes V6 turbo hybride M11 EQ Performance | P     | Lewis Hamilton        | 4e      | 1er     | 1er     | 1er     | 2e      | 1er     | 1er     | 7e      | 1er     | 3e      | 1er     | 1er     | 1er     | 1er     | 1er     | Forf.   | 3e      |         |         |         |         |         |         |         | 573             | Champion   |  |  |
| 2020   | Mercedes-AMG Petronas F1 Team    | Mercedes-AMG F1 W11 EQ Performance     | Mercedes V6 turbo hybride M11 EQ Performance | P     | Valtteri Bottas       | 1er     | 2e      | 3e      | 11e*    | 3e      | 3e      | 2e      | 5e      | 2e      | 1er     | Abd     | 2e      | 2e      | 14e     | 8e      | 8e      | 2e      |         |         |         |         |         |         |         | 573             | Champion   |  |  |
| 2020   | Mercedes-AMG Petronas F1 Team    | Mercedes-AMG F1 W11 EQ Performance     | Mercedes V6 turbo hybride M11 EQ Performance | P     | George Russell        |         |         |         |         |         |         |         |         |         |         |         |         |         |         |         | 9e      |         |         |         |         |         |         |         |         | 573             | Champion   |  |  |
| 2021   | Mercedes-AMG Petronas F1 Team    | Mercedes-AMG F1 W12 E Performance      | Mercedes V6 turbo hybride M12 E Performance  | P     |                       | BAH     | EMI     | POR     | ESP     | MON     | AZE     | FRA     | STY     | AUT     | GBR     | HON     | BEL     | P-B     | ITA     | RUS     | TUR     | USA     | MEX     | BRE     | QAT     | SAU     | ABU     |         |         | 613,5           | Champion   |  |  |
| 2021   | Mercedes-AMG Petronas F1 Team    | Mercedes-AMG F1 W12 E Performance      | Mercedes V6 turbo hybride M12 E Performance  | P     | Lewis Hamilton        | 1er     | 2e      | 1er     | 1er     | 7e      | 15e     | 2e      | 2e      | 4e      | 1er     | 2e      | 3e      | 2e      | Abd     | 1er     | 5e      | 2e      | 2e      | 1er     | 1er     | 1er     | 2e      |         |         | 613,5           | Champion   |  |  |
| 2021   | Mercedes-AMG Petronas F1 Team    | Mercedes-AMG F1 W12 E Performance      | Mercedes V6 turbo hybride M12 E Performance  | P     | Valtteri Bottas       | 3e      | Abd     | 2e      | 3e      | Abd     | 12e     | 4e      | 3e      | 2e      | 3e      | Abd     | 12e     | 3e      | 3e      | 5e      | 1er     | 6e      | 15e     | 3e      | Abd     | 3e      | 6e      |         |         | 613,5           | Champion   |  |  |
| 2022   | Mercedes-AMG Petronas F1 Team    | Mercedes-AMG F1 W13 E Performance      | Mercedes V6 turbo hybride M13 E Performance  | P     |                       | BAH     | SAU     | AUS     | EMI     | MIA     | ESP     | MON     | AZE     | CAN     | GBR     | AUT     | FRA     | HON     | BEL     | P-B     | ITA     | SIN     | JAP     | USA     | MEX     | BRE     | ABU     |         |         | 515             | 3e         |  |  |
| 2022   | Mercedes-AMG Petronas F1 Team    | Mercedes-AMG F1 W13 E Performance      | Mercedes V6 turbo hybride M13 E Performance  | P     | Lewis Hamilton        | 3e      | 10e     | 4e      | 13e     | 6e      | 5e      | 8e      | 4e      | 3e      | 3e      | 3e      | 2e      | 2e      | Abd.    | 4e      | 5e      | 9e      | 5e      | 2e      | 2e      | 2e      | 18e*    |         |         | 515             | 3e         |  |  |
| 2022   | Mercedes-AMG Petronas F1 Team    | Mercedes-AMG F1 W13 E Performance      | Mercedes V6 turbo hybride M13 E Performance  | P     | George Russell        | 4e      | 5e      | 3e      | 4e      | 5e      | 3e      | 5e      | 3e      | 4e      | Abd.    | 4e      | 3e      | 3e      | 4e      | 2e      | 3e      | 14e     | 8e      | 5e      | 4e      | 1er     | 5e      |         |         | 515             | 3e         |  |  |
| 2023   | Mercedes-AMG Petronas F1 Team    | Mercedes-AMG F1 W14 E Performance      | Mercedes V6 turbo hybride M14 E Performance  | P     |                       | BAH     | SAU     | AUS     | AZE     | MIA     | MON     | ESP     | CAN     | AUT     | GBR     | HON     | BEL     | P-B     | ITA     | SIN     | JPN     | QAT     | USA     | MEX     | BRE     | LVG     | ABU     |         |         | 409             | 2e         |  |  |
| 2023   | Mercedes-AMG Petronas F1 Team    | Mercedes-AMG F1 W14 E Performance      | Mercedes V6 turbo hybride M14 E Performance  | P     | Lewis Hamilton        | 5e      | 5e      | 2e      | 6e      | 6e      | 4e      | 2e      | 3e      | 8e      | 3e      | 4e      | 4e      | 6e      | 6e      | 3e      | 5e      | Abd.    | Dsq.    | 2e      | 8e      | 7e      | 9e      |         |         | 409             | 2e         |  |  |
| 2023   | Mercedes-AMG Petronas F1 Team    | Mercedes-AMG F1 W14 E Performance      | Mercedes V6 turbo hybride M14 E Performance  | P     | George Russell        | 7e      | 4e      | Abd.    | 8e      | 4e      | 5e      | 3e      | Abd.    | 7e      | 5e      | 6e      | 6e      | 17e     | 5e      | Abd.    | 7e      | 4e      | 5e      | 6e      | Abd.    | 8e      | 3e      |         |         | 409             | 2e         |  |  |
| 2024   | Mercedes-AMG Petronas F1 Team    | Mercedes-AMG F1 W15 E Performance      | Mercedes V6 turbo hybride M15 E Performance  | P     |                       | BAH     | SAU     | AUS     | JAP     | CHN     | MIA     | EMI     | MON     | CAN     | ESP     | AUT     | GBR     | HON     | BEL     | P-B     | ITA     | AZE     | SIN     | USA     | MEX     | SAO     | LVE     | QAT     | ABU     | 468             | 4e         |  |  |
| 2024   | Mercedes-AMG Petronas F1 Team    | Mercedes-AMG F1 W15 E Performance      | Mercedes V6 turbo hybride M15 E Performance  | P     | Lewis Hamilton        | 7e      | 9e      | Abd.    | 9e      | 9e      | 6e      | 6e      | 7e      | 4e      | 3e      | 4e      | 1er     | 3e      | 1er     | 8e      | 5e      | 9e      | 6e      | Abd.    | 4e      | 10e     | 2e      | 12e     | 4e      | 468             | 4e         |  |  |
| 2024   | Mercedes-AMG Petronas F1 Team    | Mercedes-AMG F1 W15 E Performance      | Mercedes V6 turbo hybride M15 E Performance  | P     | Georges Russell       | 5e      | 6e      | 17e*    | 7e      | 6e      | 8e      | 7e      | 5e      | 3e      | 4e      | 1er     | Abd.    | 8e      | Dsq.    | 7e      | 7e      | 3e      | 4e      | 6e      | 5e      | 4e      | 1er     | 4e      | 5e      | 468             | 4e         |  |  |
| 2025   | Mercedes-AMG Petronas F1 Team    | Mercedes-AMG F1 W16 E Performance      | Mercedes V6 turbo hybride M16 E Performance  | P     |                       | AUS     | CHN     | JAP     | BAH     | ARA     | MIA     | EMI     | MON     | ESP     | CAN     | AUT     | GBR     | BEL     | HON     | P-B     | ITA     | AZE     | SIN     | USA     | MEX     | BRE     | LVE     | QAT     | ABU     | 236             | 3e         |  |  |
| 2025   | Mercedes-AMG Petronas F1 Team    | Mercedes-AMG F1 W16 E Performance      | Mercedes V6 turbo hybride M16 E Performance  | P     | Andrea Kimi Antonelli | 4e      | 6e      | 6e      | 11e     | 6e      | 6e      | Abd.    | 18e     | Abd.    | 3e      | Abd.    | Abd.    | 16e     | 10e     |         |         |         |         |         |         |         |         |         |         | 236             | 3e         |  |  |
| 2025   | Mercedes-AMG Petronas F1 Team    | Mercedes-AMG F1 W16 E Performance      | Mercedes V6 turbo hybride M16 E Performance  | P     | George Russell        | 3e      | 3e      | 5e      | 2e      | 5e      | 3e      | 7e      | 11e     | 4e      | 1er     | 5e      | 10e     | 5e      | 3e      |         |         |         |         |         |         |         |         |         |         | 236             | 3e         |  |  |

Légende : ici 
- † Monoplace partagée avec un autre pilote de l'écurie.

## Statistiques en championnat du monde de Formule 1
À l'issue du Grand Prix automobile de Hongrie 2025
- 331 Grands Prix
- 17 saisons
- 8 titres de champion du monde constructeurs
- 9 titres de champion du monde pilotes
- 130 victoires en Grands Prix
- 305 podiums
- 60 doublés
- 83 doublés en première ligne
- 142 pole positions
- 113 meilleurs tours en course
- 7 926,5 points inscrits

### Records
- 7 titres consécutifs de champion du monde des pilotes (de 2014 à 2020)
- 8 titres consécutifs de champion du monde des constructeurs (de 2014 à 2021)
- 20 pole positions dans une saison (2016)
- 33 podiums dans une saison (2016)
- 12 doublés dans une saison (2015)
- 82 premières lignes monopolisées
- 15 premières lignes monopolisées dans une saison (2015)
- 9 premières lignes monopolisées consécutivement (entre les Grand Prix de Belgique 2014 et d'Australie 2015)

## Palmarès des pilotes Mercedes Grand Prix
| Pilotes               | Grands Prix disputés | Victoires | Pole positions | Podiums | Meilleurs tours | Points inscrits | Classement au championnat                                                                              |
| --------------------- | -------------------- | --------- | -------------- | ------- | --------------- | --------------- | --- |
| Lewis Hamilton        | 246                  | 84        | 78             | 153     | 55              | 3949,50         | 4e en 2013 Champion en 2014, 2015, 2017, 2018, 2019 et 2020 2e en 2016 et 2021, 6e en 2022, 3e en 2023 |
| Nico Rosberg          | 136                  | 23        | 30             | 55      | 18              | 1519            | 7e en 2010 et en 2011 9e en 2012, 6e en 2013 2e en 2014 et en 2015 Champion en 2016                    |
| Valtteri Bottas       | 101                  | 10        | 20             | 58      | 18              | 1327            | 3e en 2017 et 2021 5e en 2018 2e en 2019 et 2020                                                       |
| George Russell        | 83                   | 4         | 6              | 20      | 10              | 870             | 18e en 2020 4e en 2022, 8e en 2023                                                                     |
| Michael Schumacher    | 58                   | 0         | 0              | 1       | 1               | 197             | 9e en 2010 8e en 2011 13e en 2012                                                                      |
| Andrea Kimi Antonelli | 14                   | 0         | 0              | 1       | 2               | 64              | e |
| Juan Manuel Fangio    | 12                   | 8         | 7              | 10      | 5               | 81,14           | Champion en 1954 et en 1955                                                                            |
| Karl Kling            | 11                   | 0         | 0              | 2       | 1               | 17              | 5e en 1954 11e en 1955                                                                                 |
| Stirling Moss         | 6                    | 1         | 1              | 3       | 2               | 23              | 2e en 1955                                                                                             |
| Hans Herrmann         | 6                    | 0         | 0              | 1       | 1               | 9               | 6e en 1954 22e en 1955                                                                                 |
| Piero Taruffi         | 2                    | 0         | 0              | 1       | 0               | 9               | 6e en 1955                                                                                             |
| Hermann Lang          | 1                    | 0         | 0              | 0       | 0               | 0               | Nc en 1955                                                                                             |
| André Simon           | 1                    | 0         | 0              | 0       | 0               | 0               | Nc en 1955                                                                                             |

## Résultats en championnat du monde des voitures de sport
| Saison | Écurie          | Châssis               | Moteur        | Pneus | Pilotes | Courses disputées | Points inscrits | Classement |
| ------ | --------------- | --------------------- | ------------- | ----- | --- | ----------------- | --------------- | ---------- |
| 1955   | Daimler Benz AG | Mercedes-Benz 300 SLR | Mercedes-Benz |       | Peter Collins Juan Manuel Fangio John Fitch Denis Jenkinson Karl Kling Pierre Levegh Stirling Moss André Simon Wolfgang von Trips | 4                 | 24              | Champion   |

## Logos

2010-2011
2012-2014
2015-2016
2017-2019
2020-